# Единая лига ВТБ 2015/2016. Первый круг
В этой статье представлены результаты матчей первого круга Единой лиги ВТБ 2015/2016.

## 1 тур
| 3 октября 2015 19:10 | Отчёт | Енисей                              | 94:102   | Зенит                           | Дворец спорта имени Ивана Ярыгина, Красноярск Зрителей: 2800 Судьи: Роберт Выклицки Сергей Беляков Александр Романов |
| 3 октября 2015 19:10 | Отчёт | 30:30, 29:16, 17:31, 18:25          |          |                                 | Дворец спорта имени Ивана Ярыгина, Красноярск Зрителей: 2800 Судьи: Роберт Выклицки Сергей Беляков Александр Романов |
| 3 октября 2015 19:10 | Отчёт | Павел Сергеев 19                    | Очки     | Зебиан Дауделл 25               | Дворец спорта имени Ивана Ярыгина, Красноярск Зрителей: 2800 Судьи: Роберт Выклицки Сергей Беляков Александр Романов |
| 3 октября 2015 19:10 | Отчёт | Делрой Джеймс, Тим Ольбрехт по 7    | Подборы  | Павел Антипов, Кайл Лэндри по 6 | Дворец спорта имени Ивана Ярыгина, Красноярск Зрителей: 2800 Судьи: Роберт Выклицки Сергей Беляков Александр Романов |
| 3 октября 2015 19:10 | Отчёт | Тим Ольбрехт, Павел Спиридонов по 3 | Передачи | Артём Вихров 5                  | Дворец спорта имени Ивана Ярыгина, Красноярск Зрителей: 2800 Судьи: Роберт Выклицки Сергей Беляков Александр Романов |

| 4 октября 2015 16:00 | Отчёт | Нимбурк                      | 79:65    | Калев                              | Спортивный комплекс Нимбурка, Нимбурк Зрителей: 680 Судьи: Сергей Защук Марек Цмикевич Андрис Аукоргес |
| 4 октября 2015 16:00 | Отчёт | 26:13, 18:21, 21:19, 14:12   |          |                                    | Спортивный комплекс Нимбурка, Нимбурк Зрителей: 680 Судьи: Сергей Защук Марек Цмикевич Андрис Аукоргес |
| 4 октября 2015 16:00 | Отчёт | Майкл Диксон 19              | Очки     | Джош Бун, Роландас Фрейманис по 14 | Спортивный комплекс Нимбурка, Нимбурк Зрителей: 680 Судьи: Сергей Защук Марек Цмикевич Андрис Аукоргес |
| 4 октября 2015 16:00 | Отчёт | Максим де Зеув 10            | Подборы  | Роландас Фрейманис 9               | Спортивный комплекс Нимбурка, Нимбурк Зрителей: 680 Судьи: Сергей Защук Марек Цмикевич Андрис Аукоргес |
| 4 октября 2015 16:00 | Отчёт | Иржи Велш, Майкл Диксон по 6 | Передачи | Стен Сокк 5                        | Спортивный комплекс Нимбурка, Нимбурк Зрителей: 680 Судьи: Сергей Защук Марек Цмикевич Андрис Аукоргес |

| 4 октября 2015 16:00 | Отчёт | Вита                       | 67:110   | Красный Октябрь                      | Дворец спорта Тбилиси, Тбилиси Зрителей: 1600 Судьи: Ааре Халико Йоханнес Сарекоски Дариуш Щерба |
| 4 октября 2015 16:00 | Отчёт | 18:29, 20:30, 15:29, 14:22 |          |                                      | Дворец спорта Тбилиси, Тбилиси Зрителей: 1600 Судьи: Ааре Халико Йоханнес Сарекоски Дариуш Щерба |
| 4 октября 2015 16:00 | Отчёт | Дариус Картер 16           | Очки     | Тони Митчелл 27                      | Дворец спорта Тбилиси, Тбилиси Зрителей: 1600 Судьи: Ааре Халико Йоханнес Сарекоски Дариуш Щерба |
| 4 октября 2015 16:00 | Отчёт | Александр Липовый 8        | Подборы  | Ди Джей Купер, Джордан Хэмилтон по 9 | Дворец спорта Тбилиси, Тбилиси Зрителей: 1600 Судьи: Ааре Халико Йоханнес Сарекоски Дариуш Щерба |
| 4 октября 2015 16:00 | Отчёт | Пьеррия Хенри 7            | Передачи | Ди Джей Купер 11                     | Дворец спорта Тбилиси, Тбилиси Зрителей: 1600 Судьи: Ааре Халико Йоханнес Сарекоски Дариуш Щерба |

| 4 октября 2015 17:30 | Отчёт | Химки                            | 87:84    | Автодор             | «БЦМО», Химки Зрителей: 2100 Судьи: Ингус Бауманис Евгений Ветров Александр Сырица |
| 4 октября 2015 17:30 | Отчёт | 14:32, 27:15, 21:21, 25:16       |          |                     | «БЦМО», Химки Зрителей: 2100 Судьи: Ингус Бауманис Евгений Ветров Александр Сырица |
| 4 октября 2015 17:30 | Отчёт | Тайриз Райс 30                   | Очки     | Малкольм Армстед 29 | «БЦМО», Химки Зрителей: 2100 Судьи: Ингус Бауманис Евгений Ветров Александр Сырица |
| 4 октября 2015 17:30 | Отчёт | Тайлер Ханикатт 8                | Подборы  | Трэвис Питерсон 12  | «БЦМО», Химки Зрителей: 2100 Судьи: Ингус Бауманис Евгений Ветров Александр Сырица |
| 4 октября 2015 17:30 | Отчёт | Джеймс Огастин, Тайриз Райс по 4 | Передачи | Малкольм Армстед 9  | «БЦМО», Химки Зрителей: 2100 Судьи: Ингус Бауманис Евгений Ветров Александр Сырица |

| 22 декабря 2015 19:00 | Отчёт | ЦСКА                                | 99:67    | Байзонс                          | Универсальный спортивный комплекс ЦСКА, Москва Зрителей: 900 Судьи: Ингус Бауманис Александар Глисич Евгений Михеев |
| 22 декабря 2015 19:00 | Отчёт | 23:15, 27:28, 27:9, 22:15           |          |                                  | Универсальный спортивный комплекс ЦСКА, Москва Зрителей: 900 Судьи: Ингус Бауманис Александар Глисич Евгений Михеев |
| 22 декабря 2015 19:00 | Отчёт | Нандо де Коло, Милош Теодосич по 19 | Очки     | Мартин Зено 13                   | Универсальный спортивный комплекс ЦСКА, Москва Зрителей: 900 Судьи: Ингус Бауманис Александар Глисич Евгений Михеев |
| 22 декабря 2015 19:00 | Отчёт | Джоэл Фрилэнд 9                     | Подборы  | Джейкоб Бурчи, Роналд Кларк по 4 | Универсальный спортивный комплекс ЦСКА, Москва Зрителей: 900 Судьи: Ингус Бауманис Александар Глисич Евгений Михеев |
| 22 декабря 2015 19:00 | Отчёт | Четыре игрока по 3                  | Передачи | Пол Хилл 6                       | Универсальный спортивный комплекс ЦСКА, Москва Зрителей: 900 Судьи: Ингус Бауманис Александар Глисич Евгений Михеев |

| 22 декабря 2015 19:30 | Отчёт | Нижний Новгород            | 84:80    | Астана            | ФОК «Мещерский», Нижний Новгород Зрителей: 350 Судьи: Петри Мянтюля Юрис Кокайнис Андрей Шарапа |
| 22 декабря 2015 19:30 | Отчёт | 18:20, 17:19, 21:11, 28:30 |          |                   | ФОК «Мещерский», Нижний Новгород Зрителей: 350 Судьи: Петри Мянтюля Юрис Кокайнис Андрей Шарапа |
| 22 декабря 2015 19:30 | Отчёт | Виктор Радд 17             | Очки     | Джерри Джонсон 21 | ФОК «Мещерский», Нижний Новгород Зрителей: 350 Судьи: Петри Мянтюля Юрис Кокайнис Андрей Шарапа |
| 22 декабря 2015 19:30 | Отчёт | Рашид Махалбашич 8         | Подборы  | Пэт Калатес 11    | ФОК «Мещерский», Нижний Новгород Зрителей: 350 Судьи: Петри Мянтюля Юрис Кокайнис Андрей Шарапа |
| 22 декабря 2015 19:30 | Отчёт | Дмитрий Хвостов 8          | Передачи | Джерри Джонсон 8  | ФОК «Мещерский», Нижний Новгород Зрителей: 350 Судьи: Петри Мянтюля Юрис Кокайнис Андрей Шарапа |

| 26 декабря 2015 16:00 | Отчёт | Локомотив-Кубань          | 80:50    | Цмоки-Минск                        | «Баскет-холл», Краснодар Зрителей: 2500 Судьи: Роберт Выклицки Юрис Кокайнис Танел Суслов |
| 26 декабря 2015 16:00 | Отчёт | 15:8, 23:18, 20:12, 22:12 |          |                                    | «Баскет-холл», Краснодар Зрителей: 2500 Судьи: Роберт Выклицки Юрис Кокайнис Танел Суслов |
| 26 декабря 2015 16:00 | Отчёт | Донтэй Дрэйпер 16         | Очки     | Джастин Грэй 13                    | «Баскет-холл», Краснодар Зрителей: 2500 Судьи: Роберт Выклицки Юрис Кокайнис Танел Суслов |
| 26 декабря 2015 16:00 | Отчёт | Энтони Рэндольф 9         | Подборы  | Иван Мараш 8                       | «Баскет-холл», Краснодар Зрителей: 2500 Судьи: Роберт Выклицки Юрис Кокайнис Танел Суслов |
| 26 декабря 2015 16:00 | Отчёт | Донтэй Дрэйпер 5          | Передачи | Джастин Грэй, Энтони Хиллиард по 2 | «Баскет-холл», Краснодар Зрителей: 2500 Судьи: Роберт Выклицки Юрис Кокайнис Танел Суслов |

| 9 марта 2016 19:30 | Отчёт | ВЭФ                        | 69:81    | УНИКС           | «Арена Рига», Рига Зрителей: 500 Судьи: Роберт Выклицки Йоханнес Сарекоски Райн Пеенарди |
| 9 марта 2016 19:30 | Отчёт | 18:23, 25:12, 13:26, 13:20 |          |                 | «Арена Рига», Рига Зрителей: 500 Судьи: Роберт Выклицки Йоханнес Сарекоски Райн Пеенарди |
| 9 марта 2016 19:30 | Отчёт | Янис Берзиньш 17           | Очки     | Кит Лэнгфорд 25 | «Арена Рига», Рига Зрителей: 500 Судьи: Роберт Выклицки Йоханнес Сарекоски Райн Пеенарди |
| 9 марта 2016 19:30 | Отчёт | Джош Харрельсон 8          | Подборы  | Хоаким Колом 9  | «Арена Рига», Рига Зрителей: 500 Судьи: Роберт Выклицки Йоханнес Сарекоски Райн Пеенарди |
| 9 марта 2016 19:30 | Отчёт | Франсиско Крус 6           | Передачи | Хоаким Колом 5  | «Арена Рига», Рига Зрителей: 500 Судьи: Роберт Выклицки Йоханнес Сарекоски Райн Пеенарди |

## 2 тур
| 7 октября 2015 18:30 | Отчёт | УНИКС                      | 83:91    | Цмоки-Минск        | «Баскет-холл», Казань Зрителей: 3000 Судьи: Эрсан Карталь Танел Суслов Евгений Михеев |
| 7 октября 2015 18:30 | Отчёт | 22:20, 16:22, 23:31, 22:18 |          |                    | «Баскет-холл», Казань Зрителей: 3000 Судьи: Эрсан Карталь Танел Суслов Евгений Михеев |
| 7 октября 2015 18:30 | Отчёт | Кит Лэнгфорд 24            | Очки     | Бранко Миркович 17 | «Баскет-холл», Казань Зрителей: 3000 Судьи: Эрсан Карталь Танел Суслов Евгений Михеев |
| 7 октября 2015 18:30 | Отчёт | Хоакин Колом 7             | Подборы  | Энтони Хиллиард 7  | «Баскет-холл», Казань Зрителей: 3000 Судьи: Эрсан Карталь Танел Суслов Евгений Михеев |
| 7 октября 2015 18:30 | Отчёт | Хоакин Колом 5             | Передачи | Джастин Грэй 5     | «Баскет-холл», Казань Зрителей: 3000 Судьи: Эрсан Карталь Танел Суслов Евгений Михеев |

| 7 октября 2015 18:30 | Отчёт | Нимбурк                    | 76:74    | Локомотив-Кубань    | Спортивный комплекс Нимбурка, Нимбурк Зрителей: 1200 Судьи: Якуб Замойски Пётр Ивашков Петер Зениш |
| 7 октября 2015 18:30 | Отчёт | 15:20, 14:17, 19:20, 28:17 |          |                     | Спортивный комплекс Нимбурка, Нимбурк Зрителей: 1200 Судьи: Якуб Замойски Пётр Ивашков Петер Зениш |
| 7 октября 2015 18:30 | Отчёт | Майкл Диксон 31            | Очки     | Виктор Клавер 17    | Спортивный комплекс Нимбурка, Нимбурк Зрителей: 1200 Судьи: Якуб Замойски Пётр Ивашков Петер Зениш |
| 7 октября 2015 18:30 | Отчёт | Максим де Зеув 10          | Подборы  | Виктор Клавер 8     | Спортивный комплекс Нимбурка, Нимбурк Зрителей: 1200 Судьи: Якуб Замойски Пётр Ивашков Петер Зениш |
| 7 октября 2015 18:30 | Отчёт | Иржи Велш 4                | Передачи | Малькольм Дилэйни 7 | Спортивный комплекс Нимбурка, Нимбурк Зрителей: 1200 Судьи: Якуб Замойски Пётр Ивашков Петер Зениш |

| 7 октября 2015 19:00 | Отчёт | Байзонс                    | 62:81    | Химки             | Энерджи Арена, Вантаа Зрителей: 1393 Судьи: Эрсан Карталь Юрис Кокайнис Ираклий Беришвили |
| 7 октября 2015 19:00 | Отчёт | 17:21, 12:26, 18:18, 15:16 |          |                   | Энерджи Арена, Вантаа Зрителей: 1393 Судьи: Эрсан Карталь Юрис Кокайнис Ираклий Беришвили |
| 7 октября 2015 19:00 | Отчёт | Мартин Зено 15             | Очки     | Алексей Швед 20   | Энерджи Арена, Вантаа Зрителей: 1393 Судьи: Эрсан Карталь Юрис Кокайнис Ираклий Беришвили |
| 7 октября 2015 19:00 | Отчёт | Джастин Джексон 12         | Подборы  | Джеймс Огастин 11 | Энерджи Арена, Вантаа Зрителей: 1393 Судьи: Эрсан Карталь Юрис Кокайнис Ираклий Беришвили |
| 7 октября 2015 19:00 | Отчёт | Мартин Зено 4              | Передачи | Алексей Швед 5    | Энерджи Арена, Вантаа Зрителей: 1393 Судьи: Эрсан Карталь Юрис Кокайнис Ираклий Беришвили |

| 7 октября 2015 20:00 | Отчёт | Зенит                      | 94:93    | Красный Октябрь    | «Сибур Арена», Санкт-Петербург Зрителей: 2310 Судьи: Семён Овинов Алексей Давыдов Евгений Островский |
| 7 октября 2015 20:00 | Отчёт | 27:19, 26:19, 26:29, 15:26 |          |                    | «Сибур Арена», Санкт-Петербург Зрителей: 2310 Судьи: Семён Овинов Алексей Давыдов Евгений Островский |
| 7 октября 2015 20:00 | Отчёт | Райан Тулсон 22            | Очки     | Тони Митчелл 21    | «Сибур Арена», Санкт-Петербург Зрителей: 2310 Судьи: Семён Овинов Алексей Давыдов Евгений Островский |
| 7 октября 2015 20:00 | Отчёт | Павел Антипов 10           | Подборы  | Джаджуан Джонсон 8 | «Сибур Арена», Санкт-Петербург Зрителей: 2310 Судьи: Семён Овинов Алексей Давыдов Евгений Островский |
| 7 октября 2015 20:00 | Отчёт | Райан Тулсон 8             | Передачи | Ди Джей Купер 7    | «Сибур Арена», Санкт-Петербург Зрителей: 2310 Судьи: Семён Овинов Алексей Давыдов Евгений Островский |

| 8 октября 2015 19:00 | Отчёт | Автодор                          | 94:86 ОТ | Нижний Новгород                    | ДС «Кристалл», Саратов Зрителей: 3500 Судьи: Сергей Михайлов Сергей Круг Антон Круглов |
| 8 октября 2015 19:00 | Отчёт | 28:23, 20:21, 17:19, 16:18, 13:5 |          |                                    | ДС «Кристалл», Саратов Зрителей: 3500 Судьи: Сергей Михайлов Сергей Круг Антон Круглов |
| 8 октября 2015 19:00 | Отчёт | Малкольм Армстед 23              | Очки     | Максим Григорьев 24                | ДС «Кристалл», Саратов Зрителей: 3500 Судьи: Сергей Михайлов Сергей Круг Антон Круглов |
| 8 октября 2015 19:00 | Отчёт | Трэвис Питерсон 8                | Подборы  | Каспарс Берзиньш, Виктор Радд по 8 | ДС «Кристалл», Саратов Зрителей: 3500 Судьи: Сергей Михайлов Сергей Круг Антон Круглов |
| 8 октября 2015 19:00 | Отчёт | Малкольм Армстед 7               | Передачи | Дмитрий Хвостов 9                  | ДС «Кристалл», Саратов Зрителей: 3500 Судьи: Сергей Михайлов Сергей Круг Антон Круглов |

| 8 октября 2015 19:30 | Отчёт | ВЭФ                        | 71:73    | Енисей             | «Арена Рига», Рига Зрителей: 400 Судьи: Борис Шульга Петри Мянтюля Ираклий Беришвили |
| 8 октября 2015 19:30 | Отчёт | 15:14, 18:20, 20:20, 18:19 |          |                    | «Арена Рига», Рига Зрителей: 400 Судьи: Борис Шульга Петри Мянтюля Ираклий Беришвили |
| 8 октября 2015 19:30 | Отчёт | Китон Нэнкивил 15          | Очки     | Ди Джей Кеннеди 18 | «Арена Рига», Рига Зрителей: 400 Судьи: Борис Шульга Петри Мянтюля Ираклий Беришвили |
| 8 октября 2015 19:30 | Отчёт | Китон Нэнкивил 7           | Подборы  | Тим Ольбрехт 11    | «Арена Рига», Рига Зрителей: 400 Судьи: Борис Шульга Петри Мянтюля Ираклий Беришвили |
| 8 октября 2015 19:30 | Отчёт | Франсиско Крус 8           | Передачи | Ди Джей Кеннеди 7  | «Арена Рига», Рига Зрителей: 400 Судьи: Борис Шульга Петри Мянтюля Ираклий Беришвили |

| 8 октября 2015 20:15 | Отчёт | Вита                      | 60:93    | ЦСКА                           | Дворец спорта Тбилиси, Тбилиси Зрителей: 2400 Судьи: Эмин Могулкоч Петр Пастусяк Оскар Лучис |
| 8 октября 2015 20:15 | Отчёт | 14:26, 16:21, 21:28, 9:18 |          |                                | Дворец спорта Тбилиси, Тбилиси Зрителей: 2400 Судьи: Эмин Могулкоч Петр Пастусяк Оскар Лучис |
| 8 октября 2015 20:15 | Отчёт | Пьеррия Хенри 20          | Очки     | Нандо де Коло 20               | Дворец спорта Тбилиси, Тбилиси Зрителей: 2400 Судьи: Эмин Могулкоч Петр Пастусяк Оскар Лучис |
| 8 октября 2015 20:15 | Отчёт | Дариус Картер 7           | Подборы  | Нандо де Коло, Кайл Хайнс по 6 | Дворец спорта Тбилиси, Тбилиси Зрителей: 2400 Судьи: Эмин Могулкоч Петр Пастусяк Оскар Лучис |
| 8 октября 2015 20:15 | Отчёт | Пьеррия Хенри 7           | Передачи | Аарон Джексон 8                | Дворец спорта Тбилиси, Тбилиси Зрителей: 2400 Судьи: Эмин Могулкоч Петр Пастусяк Оскар Лучис |

| 9 декабря 2015 20:00 | Отчёт | Астана                     | 97:91    | Калев           | Велотрек «Сарыарка», Астана Зрителей: 1243 Судьи: Сергей Михайлов Сергей Беляков Роман Пономаренко |
| 9 декабря 2015 20:00 | Отчёт | 16:24, 32:22, 25:18, 24:27 |          |                 | Велотрек «Сарыарка», Астана Зрителей: 1243 Судьи: Сергей Михайлов Сергей Беляков Роман Пономаренко |
| 9 декабря 2015 20:00 | Отчёт | Кеннет Хэйс 29             | Очки     | Джош Бун 25     | Велотрек «Сарыарка», Астана Зрителей: 1243 Судьи: Сергей Михайлов Сергей Беляков Роман Пономаренко |
| 9 декабря 2015 20:00 | Отчёт | Пэт Калатес 14             | Подборы  | Джош Бун 14     | Велотрек «Сарыарка», Астана Зрителей: 1243 Судьи: Сергей Михайлов Сергей Беляков Роман Пономаренко |
| 9 декабря 2015 20:00 | Отчёт | Пэт Калатес 10             | Передачи | Мартин Дорбек 7 | Велотрек «Сарыарка», Астана Зрителей: 1243 Судьи: Сергей Михайлов Сергей Беляков Роман Пономаренко |

## 3 тур
| 11 октября 2015 13:00 | Отчёт | ЦСКА                       | 85:67    | Красный Октябрь     | Универсальный спортивный комплекс ЦСКА, Москва Зрителей: 1500 Судьи: Роберт Выклицки Илья Путенко Александр Романов |
| 11 октября 2015 13:00 | Отчёт | 24:12, 26:24, 17:17, 18:14 |          |                     | Универсальный спортивный комплекс ЦСКА, Москва Зрителей: 1500 Судьи: Роберт Выклицки Илья Путенко Александр Романов |
| 11 октября 2015 13:00 | Отчёт | Нандо де Коло 24           | Очки     | Джаджуан Джонсон 23 | Универсальный спортивный комплекс ЦСКА, Москва Зрителей: 1500 Судьи: Роберт Выклицки Илья Путенко Александр Романов |
| 11 октября 2015 13:00 | Отчёт | Андрей Воронцевич 5        | Подборы  | Джаджуан Джонсон 10 | Универсальный спортивный комплекс ЦСКА, Москва Зрителей: 1500 Судьи: Роберт Выклицки Илья Путенко Александр Романов |
| 11 октября 2015 13:00 | Отчёт | Милош Теодосич 6           | Передачи | Ди Джей Купер 11    | Универсальный спортивный комплекс ЦСКА, Москва Зрителей: 1500 Судьи: Роберт Выклицки Илья Путенко Александр Романов |

| 11 октября 2015 15:00 | Отчёт | Локомотив-Кубань                  | 99:66    | Астана            | «Баскет-холл», Краснодар Зрителей: 4200 Судьи: Радомир Войинович Ингус Бауманис Йоханнес Сарекоски |
| 11 октября 2015 15:00 | Отчёт | 22:13, 25:15, 26:27, 26:11        |          |                   | «Баскет-холл», Краснодар Зрителей: 4200 Судьи: Радомир Войинович Ингус Бауманис Йоханнес Сарекоски |
| 11 октября 2015 15:00 | Отчёт | Малькольм Дилэйни 19              | Очки     | Кэннет Хэйс 17    | «Баскет-холл», Краснодар Зрителей: 4200 Судьи: Радомир Войинович Ингус Бауманис Йоханнес Сарекоски |
| 11 октября 2015 15:00 | Отчёт | Крис Синглтон, Виктор Клавер по 6 | Подборы  | Ник Канер-Медли 6 | «Баскет-холл», Краснодар Зрителей: 4200 Судьи: Радомир Войинович Ингус Бауманис Йоханнес Сарекоски |
| 11 октября 2015 15:00 | Отчёт | Райан Брокхофф, Сергей Быков по 4 | Передачи | Джерри Джонсон 5  | «Баскет-холл», Краснодар Зрителей: 4200 Судьи: Радомир Войинович Ингус Бауманис Йоханнес Сарекоски |

| 11 октября 2015 17:30 | Отчёт | Нижний Новгород                     | 71:69    | Байзонс                           | Дворец спорта «Нагорный», Нижний Новгород Зрителей: 1000 Судьи: Александр Сырица Войцех Лишка Николай Амбросов |
| 11 октября 2015 17:30 | Отчёт | 21:13, 16:23, 16:22, 18:11          |          |                                   | Дворец спорта «Нагорный», Нижний Новгород Зрителей: 1000 Судьи: Александр Сырица Войцех Лишка Николай Амбросов |
| 11 октября 2015 17:30 | Отчёт | Семён Антонов, Владимир Ивлев по 14 | Очки     | Мартин Зено 15                    | Дворец спорта «Нагорный», Нижний Новгород Зрителей: 1000 Судьи: Александр Сырица Войцех Лишка Николай Амбросов |
| 11 октября 2015 17:30 | Отчёт | Виктор Радд 11                      | Подборы  | Джастин Джексон, Мартин Зено по 7 | Дворец спорта «Нагорный», Нижний Новгород Зрителей: 1000 Судьи: Александр Сырица Войцех Лишка Николай Амбросов |
| 11 октября 2015 17:30 | Отчёт | Дмитрий Хвостов 6                   | Передачи | Микко Койвисто 5                  | Дворец спорта «Нагорный», Нижний Новгород Зрителей: 1000 Судьи: Александр Сырица Войцех Лишка Николай Амбросов |

| 11 октября 2015 18:00 | Отчёт | Автодор                    | 68:60    | Калев           | ДС «Кристалл», Саратов Зрителей: 3000 Судьи: Олег Латышев Йосип Радойкович Андрей Шарапа |
| 11 октября 2015 18:00 | Отчёт | 16:15, 21:15, 15:20, 16:10 |          |                 | ДС «Кристалл», Саратов Зрителей: 3000 Судьи: Олег Латышев Йосип Радойкович Андрей Шарапа |
| 11 октября 2015 18:00 | Отчёт | Евгений Колесников 16      | Очки     | Грегор Арбет 16 | ДС «Кристалл», Саратов Зрителей: 3000 Судьи: Олег Латышев Йосип Радойкович Андрей Шарапа |
| 11 октября 2015 18:00 | Отчёт | Трэвис Питерсон 12         | Подборы  | Джош Бун 13     | ДС «Кристалл», Саратов Зрителей: 3000 Судьи: Олег Латышев Йосип Радойкович Андрей Шарапа |
| 11 октября 2015 18:00 | Отчёт | Трэвис Питерсон 3          | Передачи | Стэн Сокк 5     | ДС «Кристалл», Саратов Зрителей: 3000 Судьи: Олег Латышев Йосип Радойкович Андрей Шарапа |

| 11 октября 2015 18:00 | Отчёт | УНИКС                              | 94:87    | Нимбурк          | «Баскет-холл», Казань Зрителей: 2500 Судьи: Сергей Чебышев Райн Пеенарди Юрий Игнатьев |
| 11 октября 2015 18:00 | Отчёт | 24:27, 24:15, 20:22, 26:23         |          |                  | «Баскет-холл», Казань Зрителей: 2500 Судьи: Сергей Чебышев Райн Пеенарди Юрий Игнатьев |
| 11 октября 2015 18:00 | Отчёт | Хоакин Колом 19                    | Очки     | Войцех Грубан 24 | «Баскет-холл», Казань Зрителей: 2500 Судьи: Сергей Чебышев Райн Пеенарди Юрий Игнатьев |
| 11 октября 2015 18:00 | Отчёт | Хоакин Колом, Валерий Лиходей по 7 | Подборы  | Джулиан Вон 10   | «Баскет-холл», Казань Зрителей: 2500 Судьи: Сергей Чебышев Райн Пеенарди Юрий Игнатьев |
| 11 октября 2015 18:00 | Отчёт | Хоакин Колом 5                     | Передачи | Максим де Зеув 7 | «Баскет-холл», Казань Зрителей: 2500 Судьи: Сергей Чебышев Райн Пеенарди Юрий Игнатьев |

| 11 октября 2015 18:00 | Отчёт | Зенит                      | 91:76    | ВЭФ               | «Сибур Арена», Санкт-Петербург Зрителей: 2554 Судьи: Томислав Вовк Ааре Халико Петр Груша |
| 11 октября 2015 18:00 | Отчёт | 24:14, 20:24, 26:17, 21:21 |          |                   | «Сибур Арена», Санкт-Петербург Зрителей: 2554 Судьи: Томислав Вовк Ааре Халико Петр Груша |
| 11 октября 2015 18:00 | Отчёт | Кайл Лэндри 24             | Очки     | Марекс Мейерис 17 | «Сибур Арена», Санкт-Петербург Зрителей: 2554 Судьи: Томислав Вовк Ааре Халико Петр Груша |
| 11 октября 2015 18:00 | Отчёт | Райан Тулсон 8             | Подборы  | Кеннет Смит 8     | «Сибур Арена», Санкт-Петербург Зрителей: 2554 Судьи: Томислав Вовк Ааре Халико Петр Груша |
| 11 октября 2015 18:00 | Отчёт | Райан Тулсон 9             | Передачи | Кеннет Смит 6     | «Сибур Арена», Санкт-Петербург Зрителей: 2554 Судьи: Томислав Вовк Ааре Халико Петр Груша |

| 12 октября 2015 19:30 | Отчёт | Химки                      | 117:73   | Вита                 | «БЦМО», Химки Зрителей: 950 Судьи: Томислав Вовк Петри Мянтюля Петр Груша |
| 12 октября 2015 19:30 | Отчёт | 34:13, 22:16, 24:26, 37:18 |          |                      | «БЦМО», Химки Зрителей: 950 Судьи: Томислав Вовк Петри Мянтюля Петр Груша |
| 12 октября 2015 19:30 | Отчёт | Петтери Копонен 22         | Очки     | Александр Липовый 19 | «БЦМО», Химки Зрителей: 950 Судьи: Томислав Вовк Петри Мянтюля Петр Груша |
| 12 октября 2015 19:30 | Отчёт | Марко Тодорович 7          | Подборы  | Дариус Картер 8      | «БЦМО», Химки Зрителей: 950 Судьи: Томислав Вовк Петри Мянтюля Петр Груша |
| 12 октября 2015 19:30 | Отчёт | Алексей Швед 7             | Передачи | Пьеррия Генри 8      | «БЦМО», Химки Зрителей: 950 Судьи: Томислав Вовк Петри Мянтюля Петр Груша |

| 13 октября 2015 19:10 | Отчёт | Енисей                            | 93:94 ОТ | Цмоки-Минск       | Дворец спорта имени Ивана Ярыгина, Красноярск Зрителей: 1500 Судьи: Олег Латышев Ааре Халико Радомир Войинович |
| 13 октября 2015 19:10 | Отчёт | 19:25, 16:12, 24:20, 24:26, 10:11 |          |                   | Дворец спорта имени Ивана Ярыгина, Красноярск Зрителей: 1500 Судьи: Олег Латышев Ааре Халико Радомир Войинович |
| 13 октября 2015 19:10 | Отчёт | Ди Джей Кеннеди 22                | Очки     | Джастин Грэй 22   | Дворец спорта имени Ивана Ярыгина, Красноярск Зрителей: 1500 Судьи: Олег Латышев Ааре Халико Радомир Войинович |
| 13 октября 2015 19:10 | Отчёт | Ди Джей Кеннеди, Тони Тэйлор по 7 | Подборы  | Гаррет Стуц 11    | Дворец спорта имени Ивана Ярыгина, Красноярск Зрителей: 1500 Судьи: Олег Латышев Ааре Халико Радомир Войинович |
| 13 октября 2015 19:10 | Отчёт | Тони Тэйлор 6                     | Передачи | Бранко Миркович 4 | Дворец спорта имени Ивана Ярыгина, Красноярск Зрителей: 1500 Судьи: Олег Латышев Ааре Халико Радомир Войинович |

## 4 тур
| 17 октября 2015 17:00 | Отчёт | Красный Октябрь            | 88:94    | ВЭФ               | «Альянс-Баскет», Волгоград Зрителей: 975 Судьи: Борис Шульга Пётр Ивашков Райн Пеенарди |
| 17 октября 2015 17:00 | Отчёт | 31:26, 22:27, 19:18, 16:23 |          |                   | «Альянс-Баскет», Волгоград Зрителей: 975 Судьи: Борис Шульга Пётр Ивашков Райн Пеенарди |
| 17 октября 2015 17:00 | Отчёт | Джаджуан Джонсон 23        | Очки     | Франсиско Крус 21 | «Альянс-Баскет», Волгоград Зрителей: 975 Судьи: Борис Шульга Пётр Ивашков Райн Пеенарди |
| 17 октября 2015 17:00 | Отчёт | Джаджуан Джонсон 10        | Подборы  | Китон Нэнкивил 7  | «Альянс-Баскет», Волгоград Зрителей: 975 Судьи: Борис Шульга Пётр Ивашков Райн Пеенарди |
| 17 октября 2015 17:00 | Отчёт | Ди Джей Купер 10           | Передачи | Кеннет Смит 8     | «Альянс-Баскет», Волгоград Зрителей: 975 Судьи: Борис Шульга Пётр Ивашков Райн Пеенарди |

| 18 октября 2015 16:00 | Отчёт | Нимбурк                    | 91:81    | Енисей           | Спортивный комплекс Нимбурка, Нимбурк Зрителей: 930 Судьи: Илия Белошевич Дариуш Щерба Борис Габара |
| 18 октября 2015 16:00 | Отчёт | 25:11, 18:22, 22:30, 26:18 |          |                  | Спортивный комплекс Нимбурка, Нимбурк Зрителей: 930 Судьи: Илия Белошевич Дариуш Щерба Борис Габара |
| 18 октября 2015 16:00 | Отчёт | Ховард Сент-Рос 20         | Очки     | Делрой Джеймс 17 | Спортивный комплекс Нимбурка, Нимбурк Зрителей: 930 Судьи: Илия Белошевич Дариуш Щерба Борис Габара |
| 18 октября 2015 16:00 | Отчёт | Чейссон Рэндл 8            | Подборы  | Делрой Джеймс 9  | Спортивный комплекс Нимбурка, Нимбурк Зрителей: 930 Судьи: Илия Белошевич Дариуш Щерба Борис Габара |
| 18 октября 2015 16:00 | Отчёт | Майкл Диксон 5             | Передачи | Тим Ольбрехт 4   | Спортивный комплекс Нимбурка, Нимбурк Зрителей: 930 Судьи: Илия Белошевич Дариуш Щерба Борис Габара |

| 18 октября 2015 16:00 | Отчёт | Астана                     | 90:103   | УНИКС           | Велотрек «Сарыарка», Астана Зрителей: 1850 Судьи: Александр Сырица Владислав Исаченко Давид Берекашвили |
| 18 октября 2015 16:00 | Отчёт | 23:28, 23:23, 21:26, 23:26 |          |                 | Велотрек «Сарыарка», Астана Зрителей: 1850 Судьи: Александр Сырица Владислав Исаченко Давид Берекашвили |
| 18 октября 2015 16:00 | Отчёт | Ник Канер-Медли 23         | Очки     | Кит Лэнгфорд 29 | Велотрек «Сарыарка», Астана Зрителей: 1850 Судьи: Александр Сырица Владислав Исаченко Давид Берекашвили |
| 18 октября 2015 16:00 | Отчёт | Пэт Калатес 10             | Подборы  | Пётр Губанов 8  | Велотрек «Сарыарка», Астана Зрителей: 1850 Судьи: Александр Сырица Владислав Исаченко Давид Берекашвили |
| 18 октября 2015 16:00 | Отчёт | Джерри Джонсон 8           | Передачи | Кит Лэнгфорд 12 | Велотрек «Сарыарка», Астана Зрителей: 1850 Судьи: Александр Сырица Владислав Исаченко Давид Берекашвили |

| 18 октября 2015 16:00 | Отчёт | Вита                                  | 78:100   | Нижний Новгород   | Дворец спорта Тбилиси, Тбилиси Зрителей: 1200 Судьи: Эрсан Карталь Станислав Кучера Евгений Михеев |
| 18 октября 2015 16:00 | Отчёт | 22:31, 17:19, 24:24, 15:26            |          |                   | Дворец спорта Тбилиси, Тбилиси Зрителей: 1200 Судьи: Эрсан Карталь Станислав Кучера Евгений Михеев |
| 18 октября 2015 16:00 | Отчёт | Дариус Картер 18                      | Очки     | Виктор Радд 26    | Дворец спорта Тбилиси, Тбилиси Зрителей: 1200 Судьи: Эрсан Карталь Станислав Кучера Евгений Михеев |
| 18 октября 2015 16:00 | Отчёт | Дариус Картер 7                       | Подборы  | Виктор Радд 6     | Дворец спорта Тбилиси, Тбилиси Зрителей: 1200 Судьи: Эрсан Карталь Станислав Кучера Евгений Михеев |
| 18 октября 2015 16:00 | Отчёт | Мераб Боколишвили, Пьеррия Генри по 5 | Передачи | Дмитрий Хвостов 9 | Дворец спорта Тбилиси, Тбилиси Зрителей: 1200 Судьи: Эрсан Карталь Станислав Кучера Евгений Михеев |

| 18 октября 2015 17:30 | Отчёт | Цмоки-Минск               | 71:79    | Зенит           | «Минск-Арена», Минск Зрителей: 3500 Судьи: Петр Пастусяк Арнис Озолс Танел Суслов |
| 18 октября 2015 17:30 | Отчёт | 24:21, 17:16, 8:19, 22:23 |          |                 | «Минск-Арена», Минск Зрителей: 3500 Судьи: Петр Пастусяк Арнис Озолс Танел Суслов |
| 18 октября 2015 17:30 | Отчёт | Гаррет Стуц 22            | Очки     | Райан Тулсон 19 | «Минск-Арена», Минск Зрителей: 3500 Судьи: Петр Пастусяк Арнис Озолс Танел Суслов |
| 18 октября 2015 17:30 | Отчёт | Гаррет Стуц 12            | Подборы  | Янис Тимма 9    | «Минск-Арена», Минск Зрителей: 3500 Судьи: Петр Пастусяк Арнис Озолс Танел Суслов |
| 18 октября 2015 17:30 | Отчёт | Бранко Миркович 5         | Передачи | Райан Тулсон 4  | «Минск-Арена», Минск Зрителей: 3500 Судьи: Петр Пастусяк Арнис Озолс Танел Суслов |

| 19 октября 2015 18:30 | Отчёт | Калев                      | 83:78    | Байзонс                        | «Саку Суурхалль», Таллин Зрителей: 1500 Судьи: Роберт Выклицки Оскар Лучис Алексей Чудин |
| 19 октября 2015 18:30 | Отчёт | 22:13, 20:25, 18:20, 23:20 |          |                                | «Саку Суурхалль», Таллин Зрителей: 1500 Судьи: Роберт Выклицки Оскар Лучис Алексей Чудин |
| 19 октября 2015 18:30 | Отчёт | Марко Киллингсуорт 24      | Очки     | Роналд Кларк 23                | «Саку Суурхалль», Таллин Зрителей: 1500 Судьи: Роберт Выклицки Оскар Лучис Алексей Чудин |
| 19 октября 2015 18:30 | Отчёт | Райн Вейдеман 10           | Подборы  | Мартин Зено, Туукка Котти по 6 | «Саку Суурхалль», Таллин Зрителей: 1500 Судьи: Роберт Выклицки Оскар Лучис Алексей Чудин |
| 19 октября 2015 18:30 | Отчёт | Райн Вейдеман 5            | Передачи | Мартин Зено 4                  | «Саку Суурхалль», Таллин Зрителей: 1500 Судьи: Роберт Выклицки Оскар Лучис Алексей Чудин |

| 19 октября 2015 19:00 | Отчёт | ЦСКА                       | 100:93   | Химки              | Универсальный спортивный комплекс ЦСКА, Москва Зрителей: 4100 Судьи: Антон Махлин Срдан Дозаи Семён Овинов |
| 19 октября 2015 19:00 | Отчёт | 31:21, 28:26, 20:19, 21:27 |          |                    | Универсальный спортивный комплекс ЦСКА, Москва Зрителей: 4100 Судьи: Антон Махлин Срдан Дозаи Семён Овинов |
| 19 октября 2015 19:00 | Отчёт | Нандо де Коло 18           | Очки     | Петтери Копонен 21 | Универсальный спортивный комплекс ЦСКА, Москва Зрителей: 4100 Судьи: Антон Махлин Срдан Дозаи Семён Овинов |
| 19 октября 2015 19:00 | Отчёт | Андрей Воронцевич 5        | Подборы  | Джеймс Огастин 8   | Универсальный спортивный комплекс ЦСКА, Москва Зрителей: 4100 Судьи: Антон Махлин Срдан Дозаи Семён Овинов |
| 19 октября 2015 19:00 | Отчёт | Нандо де Коло 7            | Передачи | Тайриз Райс 7      | Универсальный спортивный комплекс ЦСКА, Москва Зрителей: 4100 Судьи: Антон Махлин Срдан Дозаи Семён Овинов |

| 19 октября 2015 20:00 | Отчёт | Автодор                    | 70:79    | Локомотив-Кубань                      | ДС «Кристалл», Саратов Зрителей: 3000 Судьи: Борис Шульга Илья Путенко Александр Романов |
| 19 октября 2015 20:00 | Отчёт | 22:27, 22:24, 14:11, 12:17 |          |                                       | ДС «Кристалл», Саратов Зрителей: 3000 Судьи: Борис Шульга Илья Путенко Александр Романов |
| 19 октября 2015 20:00 | Отчёт | Джефф Брукс 16             | Очки     | Малькольм Дилэйни 17                  | ДС «Кристалл», Саратов Зрителей: 3000 Судьи: Борис Шульга Илья Путенко Александр Романов |
| 19 октября 2015 20:00 | Отчёт | Джереми Чаппел 9           | Подборы  | Крис Синглтон 8                       | ДС «Кристалл», Саратов Зрителей: 3000 Судьи: Борис Шульга Илья Путенко Александр Романов |
| 19 октября 2015 20:00 | Отчёт | Малкольм Армстед 8         | Передачи | Малькольм Дилэйни, Крис Синглтон по 3 | ДС «Кристалл», Саратов Зрителей: 3000 Судьи: Борис Шульга Илья Путенко Александр Романов |

## 5 тур
| 22 октября 2015 19:30 | Отчёт | ВЭФ                        | 76:84    | Цмоки-Минск        | «Арена Рига», Рига Зрителей: 2000 Судьи: Саша Маричич Станислав Кучера Алексей Чудин |
| 22 октября 2015 19:30 | Отчёт | 12:17, 20:31, 18:21, 26:15 |          |                    | «Арена Рига», Рига Зрителей: 2000 Судьи: Саша Маричич Станислав Кучера Алексей Чудин |
| 22 октября 2015 19:30 | Отчёт | Янис Берзиньш 17           | Очки     | Энтони Хиллиард 27 | «Арена Рига», Рига Зрителей: 2000 Судьи: Саша Маричич Станислав Кучера Алексей Чудин |
| 22 октября 2015 19:30 | Отчёт | Артурс Стрелниекс 7        | Подборы  | Иван Мараш 10      | «Арена Рига», Рига Зрителей: 2000 Судьи: Саша Маричич Станислав Кучера Алексей Чудин |
| 22 октября 2015 19:30 | Отчёт | Людвиг Хакансон 6          | Передачи | Бранко Миркович 7  | «Арена Рига», Рига Зрителей: 2000 Судьи: Саша Маричич Станислав Кучера Алексей Чудин |

| 25 октября 2015 16:00 | Отчёт | Байзонс                    | 70:68    | Локомотив-Кубань                   | Энерджи Арена, Вантаа Зрителей: 1120 Судьи: Сергей Чебышев Арнис Озолс Танел Суслов |
| 25 октября 2015 16:00 | Отчёт | 17:17, 22:14, 16:17, 15:20 |          |                                    | Энерджи Арена, Вантаа Зрителей: 1120 Судьи: Сергей Чебышев Арнис Озолс Танел Суслов |
| 25 октября 2015 16:00 | Отчёт | Мартин Зено 15             | Очки     | Виктор Клавер 11                   | Энерджи Арена, Вантаа Зрителей: 1120 Судьи: Сергей Чебышев Арнис Озолс Танел Суслов |
| 25 октября 2015 16:00 | Отчёт | Мартин Зено 8              | Подборы  | Райан Брокхофф 10                  | Энерджи Арена, Вантаа Зрителей: 1120 Судьи: Сергей Чебышев Арнис Озолс Танел Суслов |
| 25 октября 2015 16:00 | Отчёт | Мартин Зено 4              | Передачи | Сергей Быков, Евгений Воронов по 3 | Энерджи Арена, Вантаа Зрителей: 1120 Судьи: Сергей Чебышев Арнис Озолс Танел Суслов |

| 25 октября 2015 17:30 | Отчёт | Химки                      | 97:86    | Красный Октябрь     | «БЦМО», Химки Зрителей: 2000 Судьи: Сергей Круг Сергей Беляков Станислав Валеев |
| 25 октября 2015 17:30 | Отчёт | 21:27, 27:22, 24:18, 25:19 |          |                     | «БЦМО», Химки Зрителей: 2000 Судьи: Сергей Круг Сергей Беляков Станислав Валеев |
| 25 октября 2015 17:30 | Отчёт | Тайриз Райс 24             | Очки     | Джордан Хэмилтон 24 | «БЦМО», Химки Зрителей: 2000 Судьи: Сергей Круг Сергей Беляков Станислав Валеев |
| 25 октября 2015 17:30 | Отчёт | Джеймс Огастин 8           | Подборы  | Джордан Хэмилтон 7  | «БЦМО», Химки Зрителей: 2000 Судьи: Сергей Круг Сергей Беляков Станислав Валеев |
| 25 октября 2015 17:30 | Отчёт | Тайриз Райс 10             | Передачи | Ди Джей Купер 11    | «БЦМО», Химки Зрителей: 2000 Судьи: Сергей Круг Сергей Беляков Станислав Валеев |

| 25 октября 2015 17:00 | Отчёт | Калев                      | 85:75    | Вита                   | «Саку Суурхалль», Таллин Зрителей: 1500 Судьи: Олег Латышев Сергей Михайлов Алексей Давыдов |
| 25 октября 2015 17:00 | Отчёт | 20:15, 17:25, 21:15, 27:20 |          |                        | «Саку Суурхалль», Таллин Зрителей: 1500 Судьи: Олег Латышев Сергей Михайлов Алексей Давыдов |
| 25 октября 2015 17:00 | Отчёт | Роландас Фрейманис 20      | Очки     | Александр Липовый 22   | «Саку Суурхалль», Таллин Зрителей: 1500 Судьи: Олег Латышев Сергей Михайлов Алексей Давыдов |
| 25 октября 2015 17:00 | Отчёт | Джош Бун 11                | Подборы  | Константин Аникиенко 8 | «Саку Суурхалль», Таллин Зрителей: 1500 Судьи: Олег Латышев Сергей Михайлов Алексей Давыдов |
| 25 октября 2015 17:00 | Отчёт | Райн Вейдеман 7            | Передачи | Пьеррия Генри 9        | «Саку Суурхалль», Таллин Зрителей: 1500 Судьи: Олег Латышев Сергей Михайлов Алексей Давыдов |

| 25 октября 2015 18:00 | Отчёт | УНИКС                      | 66:64    | Автодор            | «Баскет-холл», Казань Зрителей: 3500 Судьи: Антон Махлин Семён Овинов Юрий Зинкевич |
| 25 октября 2015 18:00 | Отчёт | 11:22, 21:15, 17:11, 17:16 |          |                    | «Баскет-холл», Казань Зрителей: 3500 Судьи: Антон Махлин Семён Овинов Юрий Зинкевич |
| 25 октября 2015 18:00 | Отчёт | Кит Лэнгфорд 19            | Очки     | Трэвис Питерсон 13 | «Баскет-холл», Казань Зрителей: 3500 Судьи: Антон Махлин Семён Овинов Юрий Зинкевич |
| 25 октября 2015 18:00 | Отчёт | Хоакин Колом 10            | Подборы  | Трэвис Питерсон 10 | «Баскет-холл», Казань Зрителей: 3500 Судьи: Антон Махлин Семён Овинов Юрий Зинкевич |
| 25 октября 2015 18:00 | Отчёт | Хоакин Колом 4             | Передачи | Малкольм Армстед 4 | «Баскет-холл», Казань Зрителей: 3500 Судьи: Антон Махлин Семён Овинов Юрий Зинкевич |

| 25 октября 2015 19:15 | Отчёт | Нижний Новгород                         | 86:82 ОТ | ЦСКА              | Дворец спорта «Нагорный», Нижний Новгород Зрителей: 3000 Судьи: Марко Юрас Илья Путенко Юрис Кокайнис |
| 25 октября 2015 19:15 | Отчёт | 15:15, 14:14, 26:29, 19:16, 12:8        |          |                   | Дворец спорта «Нагорный», Нижний Новгород Зрителей: 3000 Судьи: Марко Юрас Илья Путенко Юрис Кокайнис |
| 25 октября 2015 19:15 | Отчёт | Иван Викторов 16                        | Очки     | Милош Теодосич 24 | Дворец спорта «Нагорный», Нижний Новгород Зрителей: 3000 Судьи: Марко Юрас Илья Путенко Юрис Кокайнис |
| 25 октября 2015 19:15 | Отчёт | Каспарс Берзиньш, Рашид Махалбашич по 7 | Подборы  | Кайл Хайнс 9      | Дворец спорта «Нагорный», Нижний Новгород Зрителей: 3000 Судьи: Марко Юрас Илья Путенко Юрис Кокайнис |
| 25 октября 2015 19:15 | Отчёт | Иван Стребков 5                         | Передачи | Милош Теодосич 5  | Дворец спорта «Нагорный», Нижний Новгород Зрителей: 3000 Судьи: Марко Юрас Илья Путенко Юрис Кокайнис |

| 7 апреля 2016 20:00 | Отчёт | Астана                     | 73:80    | Енисей                              | Велотрек «Сарыарка», Астана Зрителей: 280 Судьи: Борис Шульга Урош Обркнежевич Райн Пееранди |
| 7 апреля 2016 20:00 | Отчёт | 27:17, 17:20, 13:18, 16:25 |          |                                     | Велотрек «Сарыарка», Астана Зрителей: 280 Судьи: Борис Шульга Урош Обркнежевич Райн Пееранди |
| 7 апреля 2016 20:00 | Отчёт | Пэт Калатес 27             | Очки     | Делрой Джеймс 20                    | Велотрек «Сарыарка», Астана Зрителей: 280 Судьи: Борис Шульга Урош Обркнежевич Райн Пееранди |
| 7 апреля 2016 20:00 | Отчёт | Пэт Калатес 12             | Подборы  | Делрой Джеймс, Ди Джей Кеннеди по 6 | Велотрек «Сарыарка», Астана Зрителей: 280 Судьи: Борис Шульга Урош Обркнежевич Райн Пееранди |
| 7 апреля 2016 20:00 | Отчёт | Павел Ильин 4              | Передачи | Тони Тэйлор 7                       | Велотрек «Сарыарка», Астана Зрителей: 280 Судьи: Борис Шульга Урош Обркнежевич Райн Пееранди |

| 10 апреля 2016 16:00 | Отчёт | Нимбурк                    | 81:102   | Зенит            | Спортивный комплекс Нимбурка, Нимбурк Зрителей: 1070 Судьи: Саша Пукл Ааре Халико Жденко Зубак |
| 10 апреля 2016 16:00 | Отчёт | 28:32, 19:23, 12:23, 22:24 |          |                  | Спортивный комплекс Нимбурка, Нимбурк Зрителей: 1070 Судьи: Саша Пукл Ааре Халико Жденко Зубак |
| 10 апреля 2016 16:00 | Отчёт | Максим де Зеув 15          | Очки     | Райан Тулсон 20  | Спортивный комплекс Нимбурка, Нимбурк Зрителей: 1070 Судьи: Саша Пукл Ааре Халико Жденко Зубак |
| 10 апреля 2016 16:00 | Отчёт | Максим де Зеув 7           | Подборы  | Омар Томас 12    | Спортивный комплекс Нимбурка, Нимбурк Зрителей: 1070 Судьи: Саша Пукл Ааре Халико Жденко Зубак |
| 10 апреля 2016 16:00 | Отчёт | Ховард Сент-Рос 5          | Передачи | Зебиан Дауделл 9 | Спортивный комплекс Нимбурка, Нимбурк Зрителей: 1070 Судьи: Саша Пукл Ааре Халико Жденко Зубак |

## 6 тур
| 31 октября 2015 17:00 | Отчёт | Цмоки-Минск                | 77:81    | Красный Октябрь     | «Минск-Арена», Минск Зрителей: 1500 Судьи: Сергей Чебышев Игор Драгоевич Юрис Кокайнис |
| 31 октября 2015 17:00 | Отчёт | 15:18, 13:27, 19:11, 30:25 |          |                     | «Минск-Арена», Минск Зрителей: 1500 Судьи: Сергей Чебышев Игор Драгоевич Юрис Кокайнис |
| 31 октября 2015 17:00 | Отчёт | Энтони Хиллиард 20         | Очки     | Джордан Хэмилтон 23 | «Минск-Арена», Минск Зрителей: 1500 Судьи: Сергей Чебышев Игор Драгоевич Юрис Кокайнис |
| 31 октября 2015 17:00 | Отчёт | Гаррет Стуц 9              | Подборы  | Джордан Хэмилтон 12 | «Минск-Арена», Минск Зрителей: 1500 Судьи: Сергей Чебышев Игор Драгоевич Юрис Кокайнис |
| 31 октября 2015 17:00 | Отчёт | Бранко Миркович 5          | Передачи | Ди Джей Купер 11    | «Минск-Арена», Минск Зрителей: 1500 Судьи: Сергей Чебышев Игор Драгоевич Юрис Кокайнис |

| 31 октября 2015 17:00 | Отчёт | Нимбурк                        | 73:71    | ВЭФ                | Спортивный комплекс Нимбурка, Нимбурк Зрителей: 710 Судьи: Сергей Круг Андрей Шарапа Милан Брзяк |
| 31 октября 2015 17:00 | Отчёт | 21:17, 15:24, 19:15, 18:15     |          |                    | Спортивный комплекс Нимбурка, Нимбурк Зрителей: 710 Судьи: Сергей Круг Андрей Шарапа Милан Брзяк |
| 31 октября 2015 17:00 | Отчёт | Ховард Сент-Рос 29             | Очки     | Людвиг Хакансон 19 | Спортивный комплекс Нимбурка, Нимбурк Зрителей: 710 Судьи: Сергей Круг Андрей Шарапа Милан Брзяк |
| 31 октября 2015 17:00 | Отчёт | Ховард Сент-Рос 8              | Подборы  | Гильермо Рубио 13  | Спортивный комплекс Нимбурка, Нимбурк Зрителей: 710 Судьи: Сергей Круг Андрей Шарапа Милан Брзяк |
| 31 октября 2015 17:00 | Отчёт | Петр Бенда, Чейссон Рэндл по 3 | Передачи | Людвиг Хакансон 6  | Спортивный комплекс Нимбурка, Нимбурк Зрителей: 710 Судьи: Сергей Круг Андрей Шарапа Милан Брзяк |

| 1 ноября 2015 13:00 | Отчёт | ЦСКА                       | 100:67   | Калев                 | Универсальный спортивный комплекс ЦСКА, Москва Зрителей: 4800 Судьи: Якуб Замойски Ингус Бауманис Йоханнес Сарекоски |
| 1 ноября 2015 13:00 | Отчёт | 21:19, 25:23, 26:15, 28:10 |          |                       | Универсальный спортивный комплекс ЦСКА, Москва Зрителей: 4800 Судьи: Якуб Замойски Ингус Бауманис Йоханнес Сарекоски |
| 1 ноября 2015 13:00 | Отчёт | Кори Хиггинс 20            | Очки     | Брэндис Рэйли-Росс 18 | Универсальный спортивный комплекс ЦСКА, Москва Зрителей: 4800 Судьи: Якуб Замойски Ингус Бауманис Йоханнес Сарекоски |
| 1 ноября 2015 13:00 | Отчёт | Никита Курбанов 9          | Подборы  | Джош Бун 10           | Универсальный спортивный комплекс ЦСКА, Москва Зрителей: 4800 Судьи: Якуб Замойски Ингус Бауманис Йоханнес Сарекоски |
| 1 ноября 2015 13:00 | Отчёт | Милош Теодосич 5           | Передачи | Стэн Сокк 8           | Универсальный спортивный комплекс ЦСКА, Москва Зрителей: 4800 Судьи: Якуб Замойски Ингус Бауманис Йоханнес Сарекоски |

| 1 ноября 2015 16:00 | Отчёт | Байзонс                    | 74:93    | УНИКС           | Энерджи Арена, Вантаа Зрителей: 783 Судьи: Сретен Радович Марцин Ковальски Станислав Кучера |
| 1 ноября 2015 16:00 | Отчёт | 21:17, 19:21, 17:25, 17:30 |          |                 | Энерджи Арена, Вантаа Зрителей: 783 Судьи: Сретен Радович Марцин Ковальски Станислав Кучера |
| 1 ноября 2015 16:00 | Отчёт | Ике Удано 19               | Очки     | Кит Лэнгфорд 20 | Энерджи Арена, Вантаа Зрителей: 783 Судьи: Сретен Радович Марцин Ковальски Станислав Кучера |
| 1 ноября 2015 16:00 | Отчёт | Ике Удано 7                | Подборы  | Хоакин Колом 8  | Энерджи Арена, Вантаа Зрителей: 783 Судьи: Сретен Радович Марцин Ковальски Станислав Кучера |
| 1 ноября 2015 16:00 | Отчёт | Мартин Зено 6              | Передачи | Хоакин Колом 9  | Энерджи Арена, Вантаа Зрителей: 783 Судьи: Сретен Радович Марцин Ковальски Станислав Кучера |

| 1 ноября 2015 18:00 | Отчёт | Автодор                    | 90:84    | Енисей                              | ДС «Кристалл», Саратов Зрителей: 3200 Судьи: Илья Путенко Алексей Давыдов Станислав Валеев |
| 1 ноября 2015 18:00 | Отчёт | 27:24, 21:17, 17:23, 25:20 |          |                                     | ДС «Кристалл», Саратов Зрителей: 3200 Судьи: Илья Путенко Алексей Давыдов Станислав Валеев |
| 1 ноября 2015 18:00 | Отчёт | Джефф Брукс 21             | Очки     | Алексей Вздыхалкин 21               | ДС «Кристалл», Саратов Зрителей: 3200 Судьи: Илья Путенко Алексей Давыдов Станислав Валеев |
| 1 ноября 2015 18:00 | Отчёт | Трэвис Питерсон 10         | Подборы  | Делрой Джеймс, Ди Джей Кеннеди по 8 | ДС «Кристалл», Саратов Зрителей: 3200 Судьи: Илья Путенко Алексей Давыдов Станислав Валеев |
| 1 ноября 2015 18:00 | Отчёт | Джефф Брукс 5              | Передачи | Делрой Джеймс, Ди Джей Кеннеди по 5 | ДС «Кристалл», Саратов Зрителей: 3200 Судьи: Илья Путенко Алексей Давыдов Станислав Валеев |

| 1 ноября 2015 18:30 | Отчёт | Вита                               | 63:76    | Локомотив-Кубань    | Дворец спорта Тбилиси, Тбилиси Зрителей: 550 Судьи: Эмин Могулкоч Пётр Ивашков Арсен Андрюшкин |
| 1 ноября 2015 18:30 | Отчёт | 21:19, 13:17, 15:23, 14:17         |          |                     | Дворец спорта Тбилиси, Тбилиси Зрителей: 550 Судьи: Эмин Могулкоч Пётр Ивашков Арсен Андрюшкин |
| 1 ноября 2015 18:30 | Отчёт | Дариус Картер 20                   | Очки     | Райан Брокхофф 16   | Дворец спорта Тбилиси, Тбилиси Зрителей: 550 Судьи: Эмин Могулкоч Пётр Ивашков Арсен Андрюшкин |
| 1 ноября 2015 18:30 | Отчёт | Дариус Картер, Пьеррия Генри по 11 | Подборы  | Крис Синглтон 9     | Дворец спорта Тбилиси, Тбилиси Зрителей: 550 Судьи: Эмин Могулкоч Пётр Ивашков Арсен Андрюшкин |
| 1 ноября 2015 18:30 | Отчёт | Пьеррия Генри 7                    | Передачи | Малькольм Дилэйни 6 | Дворец спорта Тбилиси, Тбилиси Зрителей: 550 Судьи: Эмин Могулкоч Пётр Ивашков Арсен Андрюшкин |

| 2 ноября 2015 19:30 | Отчёт | Нижний Новгород            | 93:92    | Химки                       | Дворец спорта «Нагорный», Нижний Новгород Зрителей: 1800 Судьи: Апостолос Калпакас Ааре Халико Сергей Михайлов |
| 2 ноября 2015 19:30 | Отчёт | 16:18, 19:28, 32:26, 26:20 |          |                             | Дворец спорта «Нагорный», Нижний Новгород Зрителей: 1800 Судьи: Апостолос Калпакас Ааре Халико Сергей Михайлов |
| 2 ноября 2015 19:30 | Отчёт | Каспарс Берзиньш 26        | Очки     | Алексей Швед 25             | Дворец спорта «Нагорный», Нижний Новгород Зрителей: 1800 Судьи: Апостолос Калпакас Ааре Халико Сергей Михайлов |
| 2 ноября 2015 19:30 | Отчёт | Владимир Ивлев 8           | Подборы  | Пол Дэвис, Сергей Моня по 6 | Дворец спорта «Нагорный», Нижний Новгород Зрителей: 1800 Судьи: Апостолос Калпакас Ааре Халико Сергей Михайлов |
| 2 ноября 2015 19:30 | Отчёт | Три игрока по 4            | Передачи | Тайриз Райс 7               | Дворец спорта «Нагорный», Нижний Новгород Зрителей: 1800 Судьи: Апостолос Калпакас Ааре Халико Сергей Михайлов |

| 16 марта 2016 19:00 | Отчёт | Астана                     | 71:93    | Зенит           | «СК Жастар», Караганда Зрителей: 420 Судьи: Миливое Йовчич Ингус Бауманис Николай Амбросов |
| 16 марта 2016 19:00 | Отчёт | 12:23, 20:25, 19:17, 20:28 |          |                 | «СК Жастар», Караганда Зрителей: 420 Судьи: Миливое Йовчич Ингус Бауманис Николай Амбросов |
| 16 марта 2016 19:00 | Отчёт | Алексей Жуканенко 20       | Очки     | Райан Тулсон 20 | «СК Жастар», Караганда Зрителей: 420 Судьи: Миливое Йовчич Ингус Бауманис Николай Амбросов |
| 16 марта 2016 19:00 | Отчёт | Рустам Мурзагалиев 6       | Подборы  | Антон Пушков 9  | «СК Жастар», Караганда Зрителей: 420 Судьи: Миливое Йовчич Ингус Бауманис Николай Амбросов |
| 16 марта 2016 19:00 | Отчёт | Джерри Джонсон 9           | Передачи | Артём Вихров 6  | «СК Жастар», Караганда Зрителей: 420 Судьи: Миливое Йовчич Ингус Бауманис Николай Амбросов |

## 7 тур
| 7 ноября 2015 17:00 | Отчёт | ВЭФ                        | 94:93    | Астана         | «Арена Рига», Рига Зрителей: 350 Судьи: Якуб Замойски Петри Мянтюля Сергей Чебышев |
| 7 ноября 2015 17:00 | Отчёт | 32:19, 30:22, 15:27, 17:25 |          |                | «Арена Рига», Рига Зрителей: 350 Судьи: Якуб Замойски Петри Мянтюля Сергей Чебышев |
| 7 ноября 2015 17:00 | Отчёт | Франсиско Крус 21          | Очки     | Кеннет Хэйс 30 | «Арена Рига», Рига Зрителей: 350 Судьи: Якуб Замойски Петри Мянтюля Сергей Чебышев |
| 7 ноября 2015 17:00 | Отчёт | Гильермо Рубио 8           | Подборы  | Пэт Калатес 10 | «Арена Рига», Рига Зрителей: 350 Судьи: Якуб Замойски Петри Мянтюля Сергей Чебышев |
| 7 ноября 2015 17:00 | Отчёт | Людвиг Хакансон 14         | Передачи | Кеннет Хэйс 5  | «Арена Рига», Рига Зрителей: 350 Судьи: Якуб Замойски Петри Мянтюля Сергей Чебышев |

| 7 ноября 2015 17:30 | Отчёт | Нижний Новгород            | 87:90    | Красный Октябрь     | Дворец спорта «Нагорный», Нижний Новгород Зрителей: 1300 Судьи: Роберт Выклицки Семён Овинов Евгений Островский |
| 7 ноября 2015 17:30 | Отчёт | 19:21, 18:26, 28:21, 22:22 |          |                     | Дворец спорта «Нагорный», Нижний Новгород Зрителей: 1300 Судьи: Роберт Выклицки Семён Овинов Евгений Островский |
| 7 ноября 2015 17:30 | Отчёт | Виктор Радд 24             | Очки     | Джордан Хэмилтон 28 | Дворец спорта «Нагорный», Нижний Новгород Зрителей: 1300 Судьи: Роберт Выклицки Семён Овинов Евгений Островский |
| 7 ноября 2015 17:30 | Отчёт | Семён Антонов 8            | Подборы  | Вячеслав Зайцев 9   | Дворец спорта «Нагорный», Нижний Новгород Зрителей: 1300 Судьи: Роберт Выклицки Семён Овинов Евгений Островский |
| 7 ноября 2015 17:30 | Отчёт | Дмитрий Хвостов 5          | Передачи | Ди Джей Купер 12    | Дворец спорта «Нагорный», Нижний Новгород Зрителей: 1300 Судьи: Роберт Выклицки Семён Овинов Евгений Островский |

| 8 ноября 2015 16:30 | Отчёт | Цмоки-Минск                | 84:93    | Нимбурк          | «Минск-Арена», Минск Зрителей: 2500 Судьи: Сергей Защук Сергей Михайлов Давид Берекашвили |
| 8 ноября 2015 16:30 | Отчёт | 21:24, 22:25, 28:23, 13:21 |          |                  | «Минск-Арена», Минск Зрителей: 2500 Судьи: Сергей Защук Сергей Михайлов Давид Берекашвили |
| 8 ноября 2015 16:30 | Отчёт | Иван Мараш 25              | Очки     | Войцех Грубан 19 | «Минск-Арена», Минск Зрителей: 2500 Судьи: Сергей Защук Сергей Михайлов Давид Берекашвили |
| 8 ноября 2015 16:30 | Отчёт | Энтони Хиллиард 9          | Подборы  | Петр Бенда 6     | «Минск-Арена», Минск Зрителей: 2500 Судьи: Сергей Защук Сергей Михайлов Давид Берекашвили |
| 8 ноября 2015 16:30 | Отчёт | Бранко Миркович 4          | Передачи | Майкл Диксон 10  | «Минск-Арена», Минск Зрителей: 2500 Судьи: Сергей Защук Сергей Михайлов Давид Берекашвили |

| 8 ноября 2015 16:00 | Отчёт | Химки                        | 84:54    | Калев            | «БЦМО», Химки Зрителей: 1900 Судьи: Роберт Выклицки Петри Мянтюля Александр Сырица |
| 8 ноября 2015 16:00 | Отчёт | 15:18, 28:20, 21:6, 20:10    |          |                  | «БЦМО», Химки Зрителей: 1900 Судьи: Роберт Выклицки Петри Мянтюля Александр Сырица |
| 8 ноября 2015 16:00 | Отчёт | Алексей Швед 18              | Очки     | Райн Вейдеман 11 | «БЦМО», Химки Зрителей: 1900 Судьи: Роберт Выклицки Петри Мянтюля Александр Сырица |
| 8 ноября 2015 16:00 | Отчёт | Пол Дэвис, Алексей Швед по 6 | Подборы  | Джош Бун 14      | «БЦМО», Химки Зрителей: 1900 Судьи: Роберт Выклицки Петри Мянтюля Александр Сырица |
| 8 ноября 2015 16:00 | Отчёт | Петтери Копонен 6            | Передачи | Грегор Арбет 4   | «БЦМО», Химки Зрителей: 1900 Судьи: Роберт Выклицки Петри Мянтюля Александр Сырица |

| 8 ноября 2015 18:00 | Отчёт | Зенит                      | 90:74    | Автодор                               | «Сибур Арена», Санкт-Петербург Зрителей: 3001 Судьи: Ааре Халико Петр Пастусяк Александр Романов |
| 8 ноября 2015 18:00 | Отчёт | 18:23, 22:21, 26:17, 24:13 |          |                                       | «Сибур Арена», Санкт-Петербург Зрителей: 3001 Судьи: Ааре Халико Петр Пастусяк Александр Романов |
| 8 ноября 2015 18:00 | Отчёт | Янис Тимма 23              | Очки     | Трэвис Питерсон 19                    | «Сибур Арена», Санкт-Петербург Зрителей: 3001 Судьи: Ааре Халико Петр Пастусяк Александр Романов |
| 8 ноября 2015 18:00 | Отчёт | Кайл Лэндри 9              | Подборы  | Джефф Брукс 12                        | «Сибур Арена», Санкт-Петербург Зрителей: 3001 Судьи: Ааре Халико Петр Пастусяк Александр Романов |
| 8 ноября 2015 18:00 | Отчёт | Зебиан Дауделл 7           | Передачи | Малкольм Армстед, Джереми Чаппел по 5 | «Сибур Арена», Санкт-Петербург Зрителей: 3001 Судьи: Ааре Халико Петр Пастусяк Александр Романов |

| 8 ноября 2015 18:30 | Отчёт | Вита                       | 76:104   | УНИКС                                  | Дворец спорта Тбилиси, Тбилиси Зрителей: 300 Судьи: Юрис Кокайнис Владислав Исаченко Андрей Шарапа |
| 8 ноября 2015 18:30 | Отчёт | 13:26, 22:20, 27:22, 14:36 |          |                                        | Дворец спорта Тбилиси, Тбилиси Зрителей: 300 Судьи: Юрис Кокайнис Владислав Исаченко Андрей Шарапа |
| 8 ноября 2015 18:30 | Отчёт | Дариус Картер 23           | Очки     | Кит Лэнгфорд 36                        | Дворец спорта Тбилиси, Тбилиси Зрителей: 300 Судьи: Юрис Кокайнис Владислав Исаченко Андрей Шарапа |
| 8 ноября 2015 18:30 | Отчёт | Пьеррия Генри 7            | Подборы  | Валерий Лиходей, Латавиус Уильямс по 9 | Дворец спорта Тбилиси, Тбилиси Зрителей: 300 Судьи: Юрис Кокайнис Владислав Исаченко Андрей Шарапа |
| 8 ноября 2015 18:30 | Отчёт | Пьеррия Генри 8            | Передачи | Кит Лэнгфорд 9                         | Дворец спорта Тбилиси, Тбилиси Зрителей: 300 Судьи: Юрис Кокайнис Владислав Исаченко Андрей Шарапа |

| 8 ноября 2015 19:10 | Отчёт | Енисей                     | 88:64    | Байзонс            | Дворец спорта имени Ивана Ярыгина, Красноярск Зрителей: 2500 Судьи: Оскар Лучис Пётр Ивашков Райн Пеенарди |
| 8 ноября 2015 19:10 | Отчёт | 27:12, 16:24, 24:14, 21:14 |          |                    | Дворец спорта имени Ивана Ярыгина, Красноярск Зрителей: 2500 Судьи: Оскар Лучис Пётр Ивашков Райн Пеенарди |
| 8 ноября 2015 19:10 | Отчёт | Павел Спиридонов 17        | Очки     | Илари Сеппяля 14   | Дворец спорта имени Ивана Ярыгина, Красноярск Зрителей: 2500 Судьи: Оскар Лучис Пётр Ивашков Райн Пеенарди |
| 8 ноября 2015 19:10 | Отчёт | Ди Джей Кеннеди 7          | Подборы  | Джастин Джексон 14 | Дворец спорта имени Ивана Ярыгина, Красноярск Зрителей: 2500 Судьи: Оскар Лучис Пётр Ивашков Райн Пеенарди |
| 8 ноября 2015 19:10 | Отчёт | Тони Тэйлор 5              | Передачи | Пол Хилл 8         | Дворец спорта имени Ивана Ярыгина, Красноярск Зрителей: 2500 Судьи: Оскар Лучис Пётр Ивашков Райн Пеенарди |

| 9 ноября 2015 20:00 | Отчёт | Локомотив-Кубань           | 65:77    | ЦСКА                | «Баскет-холл», Краснодар Зрителей: 5490 Судьи: Апостолос Калпакас Урош Обркнезевич Илья Путенко |
| 9 ноября 2015 20:00 | Отчёт | 17:17, 11:22, 21:15, 16:23 |          |                     | «Баскет-холл», Краснодар Зрителей: 5490 Судьи: Апостолос Калпакас Урош Обркнезевич Илья Путенко |
| 9 ноября 2015 20:00 | Отчёт | Виктор Клавер 14           | Очки     | Милош Теодосич 22   | «Баскет-холл», Краснодар Зрителей: 5490 Судьи: Апостолос Калпакас Урош Обркнезевич Илья Путенко |
| 9 ноября 2015 20:00 | Отчёт | Виктор Клавер 6            | Подборы  | Андрей Воронцевич 7 | «Баскет-холл», Краснодар Зрителей: 5490 Судьи: Апостолос Калпакас Урош Обркнезевич Илья Путенко |
| 9 ноября 2015 20:00 | Отчёт | Крис Синглтон 4            | Передачи | Три игрока по 3     | «Баскет-холл», Краснодар Зрителей: 5490 Судьи: Апостолос Калпакас Урош Обркнезевич Илья Путенко |

## 8 тур
| 14 ноября 2015 15:30 | Отчёт | Астана                           | 92:93 ОТ | Цмоки-Минск        | Велотрек «Сарыарка», Астана Зрителей: 1726 Судьи: Борис Шульга Алексей Давыдов Алексей Чудин |
| 14 ноября 2015 15:30 | Отчёт | 16:21, 9:14, 25:26, 27:16, 15:16 |          |                    | Велотрек «Сарыарка», Астана Зрителей: 1726 Судьи: Борис Шульга Алексей Давыдов Алексей Чудин |
| 14 ноября 2015 15:30 | Отчёт | Кеннет Хэйс 23                   | Очки     | Энтони Хиллиард 37 | Велотрек «Сарыарка», Астана Зрителей: 1726 Судьи: Борис Шульга Алексей Давыдов Алексей Чудин |
| 14 ноября 2015 15:30 | Отчёт | Пэт Калатес 12                   | Подборы  | Иван Мараш 13      | Велотрек «Сарыарка», Астана Зрителей: 1726 Судьи: Борис Шульга Алексей Давыдов Алексей Чудин |
| 14 ноября 2015 15:30 | Отчёт | Кеннет Хэйс 13                   | Передачи | Бранко Миркович 12 | Велотрек «Сарыарка», Астана Зрителей: 1726 Судьи: Борис Шульга Алексей Давыдов Алексей Чудин |

| 14 ноября 2015 16:00 | Отчёт | Байзонс                         | 62:83    | Зенит           | Спортивный центр Лоймаа, Лоймаа Зрителей: 547 Судьи: Томас Травицки Александр Сырица Мартинш Козловскис |
| 14 ноября 2015 16:00 | Отчёт | 19:21, 15:21, 20:20, 8:21       |          |                 | Спортивный центр Лоймаа, Лоймаа Зрителей: 547 Судьи: Томас Травицки Александр Сырица Мартинш Козловскис |
| 14 ноября 2015 16:00 | Отчёт | Туукка Котти 15                 | Очки     | Артём Вихров 21 | Спортивный центр Лоймаа, Лоймаа Зрителей: 547 Судьи: Томас Травицки Александр Сырица Мартинш Козловскис |
| 14 ноября 2015 16:00 | Отчёт | Туукка Котти, Роналд Кларк по 4 | Подборы  | Кайл Лэндри 7   | Спортивный центр Лоймаа, Лоймаа Зрителей: 547 Судьи: Томас Травицки Александр Сырица Мартинш Козловскис |
| 14 ноября 2015 16:00 | Отчёт | Мартин Зено 4                   | Передачи | Артём Вихров 5  | Спортивный центр Лоймаа, Лоймаа Зрителей: 547 Судьи: Томас Травицки Александр Сырица Мартинш Козловскис |

| 14 ноября 2015 17:00 | Отчёт | Автодор                    | 86:74    | ВЭФ                                 | ДС «Кристалл», Саратов Зрителей: 3500 Судьи: Сергей Чайковский Пётр Ивашков Евгений Михеев |
| 14 ноября 2015 17:00 | Отчёт | 31:18, 17:17, 14:16, 24:23 |          |                                     | ДС «Кристалл», Саратов Зрителей: 3500 Судьи: Сергей Чайковский Пётр Ивашков Евгений Михеев |
| 14 ноября 2015 17:00 | Отчёт | Джефф Брукс 17             | Очки     | Китон Нэнкивил 21                   | ДС «Кристалл», Саратов Зрителей: 3500 Судьи: Сергей Чайковский Пётр Ивашков Евгений Михеев |
| 14 ноября 2015 17:00 | Отчёт | Джереми Чаппел 14          | Подборы  | Марекс Мейерис, Китон Нэнкивил по 5 | ДС «Кристалл», Саратов Зрителей: 3500 Судьи: Сергей Чайковский Пётр Ивашков Евгений Михеев |
| 14 ноября 2015 17:00 | Отчёт | Денис Лукашов 6            | Передачи | Кеннет Смит 12                      | ДС «Кристалл», Саратов Зрителей: 3500 Судьи: Сергей Чайковский Пётр Ивашков Евгений Михеев |

| 14 ноября 2015 17:00 | Отчёт | Красный Октябрь                  | 96:88 ОТ | Нимбурк          | «Альянс-Баскет», Волгоград Зрителей: 736 Судьи: Арнис Озолс Игорь Драгоевич Райн Пееранди |
| 14 ноября 2015 17:00 | Отчёт | 18:14, 25:22, 23:29, 19:20, 11:3 |          |                  | «Альянс-Баскет», Волгоград Зрителей: 736 Судьи: Арнис Озолс Игорь Драгоевич Райн Пееранди |
| 14 ноября 2015 17:00 | Отчёт | Джаджуан Джонсон 25              | Очки     | Войцех Грубан 22 | «Альянс-Баскет», Волгоград Зрителей: 736 Судьи: Арнис Озолс Игорь Драгоевич Райн Пееранди |
| 14 ноября 2015 17:00 | Отчёт | Дмитрий Соколов 12               | Подборы  | Петр Бенда 10    | «Альянс-Баскет», Волгоград Зрителей: 736 Судьи: Арнис Озолс Игорь Драгоевич Райн Пееранди |
| 14 ноября 2015 17:00 | Отчёт | Ди Джей Купер 14                 | Передачи | Майкл Диксон 7   | «Альянс-Баскет», Волгоград Зрителей: 736 Судьи: Арнис Озолс Игорь Драгоевич Райн Пееранди |

| 15 ноября 2015 19:10 | Отчёт | Енисей                     | 83:73    | Вита               | Дворец спорта имени Ивана Ярыгина, Красноярск Зрителей: 1500 Судьи: Ингус Бауманис Танел Суслов Станислав Кучера |
| 15 ноября 2015 19:10 | Отчёт | 17:10, 23:22, 21:16, 22:25 |          |                    | Дворец спорта имени Ивана Ярыгина, Красноярск Зрителей: 1500 Судьи: Ингус Бауманис Танел Суслов Станислав Кучера |
| 15 ноября 2015 19:10 | Отчёт | Ди Джей Кеннеди 22         | Очки     | Ираклий Члаидзе 24 | Дворец спорта имени Ивана Ярыгина, Красноярск Зрителей: 1500 Судьи: Ингус Бауманис Танел Суслов Станислав Кучера |
| 15 ноября 2015 19:10 | Отчёт | Делрой Джеймс 11           | Подборы  | Пьеррия Генри 11   | Дворец спорта имени Ивана Ярыгина, Красноярск Зрителей: 1500 Судьи: Ингус Бауманис Танел Суслов Станислав Кучера |
| 15 ноября 2015 19:10 | Отчёт | Делрой Джеймс 4            | Передачи | Пьеррия Генри 6    | Дворец спорта имени Ивана Ярыгина, Красноярск Зрителей: 1500 Судьи: Ингус Бауманис Танел Суслов Станислав Кучера |

| 16 ноября 2015 19:00 | Отчёт | ЦСКА                       | 81:70    | УНИКС              | Универсальный спортивный комплекс ЦСКА, Москва Зрителей: 2800 Судьи: Мурат Бириджик Томислав Вовк Семён Овинов |
| 16 ноября 2015 19:00 | Отчёт | 30:17, 24:12, 17:14, 10:27 |          |                    | Универсальный спортивный комплекс ЦСКА, Москва Зрителей: 2800 Судьи: Мурат Бириджик Томислав Вовк Семён Овинов |
| 16 ноября 2015 19:00 | Отчёт | Аарон Джексон 15           | Очки     | Хоакин Колом 16    | Универсальный спортивный комплекс ЦСКА, Москва Зрителей: 2800 Судьи: Мурат Бириджик Томислав Вовк Семён Овинов |
| 16 ноября 2015 19:00 | Отчёт | Три игрока по 5            | Подборы  | Латавиус Уильямс 7 | Универсальный спортивный комплекс ЦСКА, Москва Зрителей: 2800 Судьи: Мурат Бириджик Томислав Вовк Семён Овинов |
| 16 ноября 2015 19:00 | Отчёт | Милош Теодосич 7           | Передачи | Хоакин Колом 5     | Универсальный спортивный комплекс ЦСКА, Москва Зрителей: 2800 Судьи: Мурат Бириджик Томислав Вовк Семён Овинов |

| 7 декабря 2015 19:30 | Отчёт | Химки                                 | 101:88 2 ОТ | Локомотив-Кубань    | «БЦМО», Химки Зрителей: 2500 Судьи: Якуб Замойски Илья Путенко Ингус Бауманис |
| 7 декабря 2015 19:30 | Отчёт | 22:12, 20:29, 15:21, 17:12, 8:8, 19:6 |             |                     | «БЦМО», Химки Зрителей: 2500 Судьи: Якуб Замойски Илья Путенко Ингус Бауманис |
| 7 декабря 2015 19:30 | Отчёт | Алексей Швед 32                       | Очки        | Виктор Клавер 17    | «БЦМО», Химки Зрителей: 2500 Судьи: Якуб Замойски Илья Путенко Ингус Бауманис |
| 7 декабря 2015 19:30 | Отчёт | Джеймс Огастин 8                      | Подборы     | Райан Брокхофф 11   | «БЦМО», Химки Зрителей: 2500 Судьи: Якуб Замойски Илья Путенко Ингус Бауманис |
| 7 декабря 2015 19:30 | Отчёт | Алексей Швед 12                       | Передачи    | Малькольм Дилэйни 5 | «БЦМО», Химки Зрителей: 2500 Судьи: Якуб Замойски Илья Путенко Ингус Бауманис |

| 28 февраля 2015 17:00 | Отчёт | Калев                      | 77:91    | Нижний Новгород                     | «Саку Суурхалль», Таллин Зрителей: 900 Судьи: Арнис Озолс Йоханнес Сарекоски Станислав Кучера |
| 28 февраля 2015 17:00 | Отчёт | 27:28, 20:18, 18:24, 12:21 |          |                                     | «Саку Суурхалль», Таллин Зрителей: 900 Судьи: Арнис Озолс Йоханнес Сарекоски Станислав Кучера |
| 28 февраля 2015 17:00 | Отчёт | Шон Кинг 28                | Очки     | Рашид Махалбашич, Виктор Радд по 18 | «Саку Суурхалль», Таллин Зрителей: 900 Судьи: Арнис Озолс Йоханнес Сарекоски Станислав Кучера |
| 28 февраля 2015 17:00 | Отчёт | Шон Кинг 9                 | Подборы  | Виктор Радд 12                      | «Саку Суурхалль», Таллин Зрителей: 900 Судьи: Арнис Озолс Йоханнес Сарекоски Станислав Кучера |
| 28 февраля 2015 17:00 | Отчёт | Три игрока по 4            | Передачи | Дмитрий Хвостов 7                   | «Саку Суурхалль», Таллин Зрителей: 900 Судьи: Арнис Озолс Йоханнес Сарекоски Станислав Кучера |

## 9 тур
| 25 октября 2015 16:00 | Отчёт | Нимбурк                            | 79:61    | Астана             | Спортивный комплекс Нимбурка, Нимбурк Зрителей: 780 Судьи: Якуб Замойски Жденко Зубак Алексей Чудин |
| 25 октября 2015 16:00 | Отчёт | 21:9, 16:22, 20:20, 22:10          |          |                    | Спортивный комплекс Нимбурка, Нимбурк Зрителей: 780 Судьи: Якуб Замойски Жденко Зубак Алексей Чудин |
| 25 октября 2015 16:00 | Отчёт | Войцех Грубан, Чейссон Рэндл по 18 | Очки     | Кеннет Хэйс 22     | Спортивный комплекс Нимбурка, Нимбурк Зрителей: 780 Судьи: Якуб Замойски Жденко Зубак Алексей Чудин |
| 25 октября 2015 16:00 | Отчёт | Ховард Сент-Рос 11                 | Подборы  | Ник Канер-Медли 17 | Спортивный комплекс Нимбурка, Нимбурк Зрителей: 780 Судьи: Якуб Замойски Жденко Зубак Алексей Чудин |
| 25 октября 2015 16:00 | Отчёт | Ховард Сент-Рос 6                  | Передачи | Кеннет Хэйс 5      | Спортивный комплекс Нимбурка, Нимбурк Зрителей: 780 Судьи: Якуб Замойски Жденко Зубак Алексей Чудин |

| 15 ноября 2015 17:00 | Отчёт | Локомотив-Кубань           | 92:69    | Нижний Новгород     | «Баскет-холл», Краснодар Зрителей: 3484 Судьи: Томислав Вовк Борис Шульга Ааре Халико |
| 15 ноября 2015 17:00 | Отчёт | 30:14, 23:22, 23:20, 16:13 |          |                     | «Баскет-холл», Краснодар Зрителей: 3484 Судьи: Томислав Вовк Борис Шульга Ааре Халико |
| 15 ноября 2015 17:00 | Отчёт | Крис Синглтон 15           | Очки     | Андрей Кирдячкин 13 | «Баскет-холл», Краснодар Зрителей: 3484 Судьи: Томислав Вовк Борис Шульга Ааре Халико |
| 15 ноября 2015 17:00 | Отчёт | Виктор Клавер 10           | Подборы  | Владимир Ивлев 8    | «Баскет-холл», Краснодар Зрителей: 3484 Судьи: Томислав Вовк Борис Шульга Ааре Халико |
| 15 ноября 2015 17:00 | Отчёт | Райан Брокхофф 5           | Передачи | Дмитрий Хвостов 9   | «Баскет-холл», Краснодар Зрителей: 3484 Судьи: Томислав Вовк Борис Шульга Ааре Халико |

| 21 ноября 2015 17:00 | Отчёт | Красный Октябрь            | 83:95    | Калев                 | «Альянс-Баскет», Волгоград Зрителей: 813 Судьи: Роберт Выклицки Марек Малышевски Евгений Михеев |
| 21 ноября 2015 17:00 | Отчёт | 21:21, 18:25, 19:26, 25:23 |          |                       | «Альянс-Баскет», Волгоград Зрителей: 813 Судьи: Роберт Выклицки Марек Малышевски Евгений Михеев |
| 21 ноября 2015 17:00 | Отчёт | Джаджуан Джонсон 26        | Очки     | Роландас Фрейманис 27 | «Альянс-Баскет», Волгоград Зрителей: 813 Судьи: Роберт Выклицки Марек Малышевски Евгений Михеев |
| 21 ноября 2015 17:00 | Отчёт | Вячеслав Зайцев 10         | Подборы  | Джош Бун 9            | «Альянс-Баскет», Волгоград Зрителей: 813 Судьи: Роберт Выклицки Марек Малышевски Евгений Михеев |
| 21 ноября 2015 17:00 | Отчёт | Ди Джей Купер 11           | Передачи | Стэн Сокк 8           | «Альянс-Баскет», Волгоград Зрителей: 813 Судьи: Роберт Выклицки Марек Малышевски Евгений Михеев |

| 22 ноября 2015 13:00 | Отчёт | УНИКС                      | 82:78    | Химки              | «Баскет-холл», Казань Зрителей: 3000 Судьи: Томас Травицки Илья Путенко Александр Романов |
| 22 ноября 2015 13:00 | Отчёт | 14:15, 18:21, 23:17, 27:25 |          |                    | «Баскет-холл», Казань Зрителей: 3000 Судьи: Томас Травицки Илья Путенко Александр Романов |
| 22 ноября 2015 13:00 | Отчёт | Кит Лэнгфорд 34            | Очки     | Тайриз Райс 17     | «Баскет-холл», Казань Зрителей: 3000 Судьи: Томас Травицки Илья Путенко Александр Романов |
| 22 ноября 2015 13:00 | Отчёт | Костас Каймакоглу 8        | Подборы  | Тайлер Ханикатт 10 | «Баскет-холл», Казань Зрителей: 3000 Судьи: Томас Травицки Илья Путенко Александр Романов |
| 22 ноября 2015 13:00 | Отчёт | Костас Каймакоглу 5        | Передачи | Тайриз Райс 5      | «Баскет-холл», Казань Зрителей: 3000 Судьи: Томас Травицки Илья Путенко Александр Романов |

| 22 ноября 2015 18:00 | Отчёт | Зенит                     | 101:50   | Вита                   | «Сибур Арена», Санкт-Петербург Зрителей: 2601 Судьи: Оскар Лучис Войцех Лишка Евгений Михеев |
| 22 ноября 2015 18:00 | Отчёт | 21:9, 23:11, 19:16, 38:14 |          |                        | «Сибур Арена», Санкт-Петербург Зрителей: 2601 Судьи: Оскар Лучис Войцех Лишка Евгений Михеев |
| 22 ноября 2015 18:00 | Отчёт | Павел Антипов 16          | Очки     | Пьеррия Генри 15       | «Сибур Арена», Санкт-Петербург Зрителей: 2601 Судьи: Оскар Лучис Войцех Лишка Евгений Михеев |
| 22 ноября 2015 18:00 | Отчёт | Кайл Лэндри 10            | Подборы  | Константин Аникиенко 8 | «Сибур Арена», Санкт-Петербург Зрителей: 2601 Судьи: Оскар Лучис Войцех Лишка Евгений Михеев |
| 22 ноября 2015 18:00 | Отчёт | Григорий Мотовилов 7      | Передачи | Пьеррия Генри 5        | «Сибур Арена», Санкт-Петербург Зрителей: 2601 Судьи: Оскар Лучис Войцех Лишка Евгений Михеев |

| 23 ноября 2015 18:30 | Отчёт | Байзонс                        | 83:82    | ВЭФ               | Спортивный центр Лоймаа, Лоймаа Зрителей: 550 Судьи: Миливое Йовчич Якуб Замойски Алексей Чудин |
| 23 ноября 2015 18:30 | Отчёт | 16:27, 16:22, 30:16, 21:17     |          |                   | Спортивный центр Лоймаа, Лоймаа Зрителей: 550 Судьи: Миливое Йовчич Якуб Замойски Алексей Чудин |
| 23 ноября 2015 18:30 | Отчёт | Роналд Кларк 17                | Очки     | Янис Берзиньш 17  | Спортивный центр Лоймаа, Лоймаа Зрителей: 550 Судьи: Миливое Йовчич Якуб Замойски Алексей Чудин |
| 23 ноября 2015 18:30 | Отчёт | Мартин Зено, Туукка Котти по 8 | Подборы  | Марекс Мейерис 10 | Спортивный центр Лоймаа, Лоймаа Зрителей: 550 Судьи: Миливое Йовчич Якуб Замойски Алексей Чудин |
| 23 ноября 2015 18:30 | Отчёт | Пол Хилл 8                     | Передачи | Людвиг Хакансон 4 | Спортивный центр Лоймаа, Лоймаа Зрителей: 550 Судьи: Миливое Йовчич Якуб Замойски Алексей Чудин |

| 26 декабря 2015 18:00 | Отчёт | ЦСКА                      | 94:64    | Енисей                          | Универсальный спортивный комплекс ЦСКА, Москва Зрителей: 1500 Судьи: Антон Махлин Семён Овинов Алексей Давыдов |
| 26 декабря 2015 18:00 | Отчёт | 29:25, 30:17, 22:9, 13:13 |          |                                 | Универсальный спортивный комплекс ЦСКА, Москва Зрителей: 1500 Судьи: Антон Махлин Семён Овинов Алексей Давыдов |
| 26 декабря 2015 18:00 | Отчёт | Три игрока по 14          | Очки     | Тони Тэйлор 15                  | Универсальный спортивный комплекс ЦСКА, Москва Зрителей: 1500 Судьи: Антон Махлин Семён Овинов Алексей Давыдов |
| 26 декабря 2015 18:00 | Отчёт | Никита Курбанов 7         | Подборы  | Делрой Джеймс 6                 | Универсальный спортивный комплекс ЦСКА, Москва Зрителей: 1500 Судьи: Антон Махлин Семён Овинов Алексей Давыдов |
| 26 декабря 2015 18:00 | Отчёт | Милош Теодосич 8          | Передачи | Делрой Джеймс, Тони Тэйлор по 3 | Универсальный спортивный комплекс ЦСКА, Москва Зрителей: 1500 Судьи: Антон Махлин Семён Овинов Алексей Давыдов |

| 10 марта 2015 19:00 | Отчёт | Цмоки-Минск                | 83:106   | Автодор                        | «Минск-Арена», Минск Зрителей: 540 Судьи: Петри Мантыла Сергей Чайковский Ираклий Беришвили |
| 10 марта 2015 19:00 | Отчёт | 20:32, 26:20, 20:25, 17:29 |          |                                | «Минск-Арена», Минск Зрителей: 540 Судьи: Петри Мантыла Сергей Чайковский Ираклий Беришвили |
| 10 марта 2015 19:00 | Отчёт | Джастин Грэй 28            | Очки     | Пол Столл 23                   | «Минск-Арена», Минск Зрителей: 540 Судьи: Петри Мантыла Сергей Чайковский Ираклий Беришвили |
| 10 марта 2015 19:00 | Отчёт | Иван Мараш 9               | Подборы  | Трэвис Питерсон 7              | «Минск-Арена», Минск Зрителей: 540 Судьи: Петри Мантыла Сергей Чайковский Ираклий Беришвили |
| 10 марта 2015 19:00 | Отчёт | Джастин Грэй 8             | Передачи | Пол Столл, Джереми Чаппел по 6 | «Минск-Арена», Минск Зрителей: 540 Судьи: Петри Мантыла Сергей Чайковский Ираклий Беришвили |

## 10 тур
| 28 ноября 2015 16:00 | Отчёт | Автодор                    | 92:84    | Нимбурк                      | ДС «Кристалл», Саратов Зрителей: 3000 Судьи: Саша Маричич Здравко Рутешич Танел Суслов |
| 28 ноября 2015 16:00 | Отчёт | 29:22, 15:29, 27:15, 21:18 |          |                              | ДС «Кристалл», Саратов Зрителей: 3000 Судьи: Саша Маричич Здравко Рутешич Танел Суслов |
| 28 ноября 2015 16:00 | Отчёт | Трэвис Питерсон 17         | Очки     | Чейссон Рэндл 28             | ДС «Кристалл», Саратов Зрителей: 3000 Судьи: Саша Маричич Здравко Рутешич Танел Суслов |
| 28 ноября 2015 16:00 | Отчёт | Артём Клименко 10          | Подборы  | Петр Бенда, Мартин Криж по 6 | ДС «Кристалл», Саратов Зрителей: 3000 Судьи: Саша Маричич Здравко Рутешич Танел Суслов |
| 28 ноября 2015 16:00 | Отчёт | Пол Столл 7                | Передачи | Мартин Криж 4                | ДС «Кристалл», Саратов Зрителей: 3000 Судьи: Саша Маричич Здравко Рутешич Танел Суслов |

| 28 ноября 2015 18:00 | Отчёт | УНИКС                      | 102:68   | Нижний Новгород                       | «Баскет-холл», Казань Зрителей: 3200 Судьи: Милош Кольенсич Семён Овинов Петри Мянтюля |
| 28 ноября 2015 18:00 | Отчёт | 28:23, 17:15, 27:15, 30:15 |          |                                       | «Баскет-холл», Казань Зрителей: 3200 Судьи: Милош Кольенсич Семён Овинов Петри Мянтюля |
| 28 ноября 2015 18:00 | Отчёт | Хоакин Колом 19            | Очки     | Виктор Радд 15                        | «Баскет-холл», Казань Зрителей: 3200 Судьи: Милош Кольенсич Семён Овинов Петри Мянтюля |
| 28 ноября 2015 18:00 | Отчёт | Артем Параховский 8        | Подборы  | Каспарс Берзиньш, Владимир Ивлев по 6 | «Баскет-холл», Казань Зрителей: 3200 Судьи: Милош Кольенсич Семён Овинов Петри Мянтюля |
| 28 ноября 2015 18:00 | Отчёт | Хоакин Колом 10            | Передачи | Иван Стребков, Дмитрий Хвостов по 3   | «Баскет-холл», Казань Зрителей: 3200 Судьи: Милош Кольенсич Семён Овинов Петри Мянтюля |

| 29 ноября 2015 16:00 | Отчёт | Астана                    | 81:74    | Красный Октябрь                         | Велотрек «Сарыарка», Астана Зрителей: 845 Судьи: Александар Глисич Дариуш Щерба Пётр Ивашков |
| 29 ноября 2015 16:00 | Отчёт | 28:21, 6:14, 23:20, 24:19 |          |                                         | Велотрек «Сарыарка», Астана Зрителей: 845 Судьи: Александар Глисич Дариуш Щерба Пётр Ивашков |
| 29 ноября 2015 16:00 | Отчёт | Ник Канер-Медли 29        | Очки     | Василий Заворуев, Вячеслав Зайцев по 16 | Велотрек «Сарыарка», Астана Зрителей: 845 Судьи: Александар Глисич Дариуш Щерба Пётр Ивашков |
| 29 ноября 2015 16:00 | Отчёт | Антон Пономарев 9         | Подборы  | Дмитрий Коршаков 9                      | Велотрек «Сарыарка», Астана Зрителей: 845 Судьи: Александар Глисич Дариуш Щерба Пётр Ивашков |
| 29 ноября 2015 16:00 | Отчёт | Джерри Джонсон 9          | Передачи | Андрей Матеюнас 6                       | Велотрек «Сарыарка», Астана Зрителей: 845 Судьи: Александар Глисич Дариуш Щерба Пётр Ивашков |

| 29 ноября 2015 19:00 | Отчёт | ЦСКА                       | 113:77   | Зенит             | Универсальный спортивный комплекс ЦСКА, Москва Зрителей: 3700 Судьи: Петри Мянтюля Милош Кольенсич Эрсан Карталь |
| 29 ноября 2015 19:00 | Отчёт | 30:12, 20:24, 36:24, 27:17 |          |                   | Универсальный спортивный комплекс ЦСКА, Москва Зрителей: 3700 Судьи: Петри Мянтюля Милош Кольенсич Эрсан Карталь |
| 29 ноября 2015 19:00 | Отчёт | Нандо де Коло 20           | Очки     | Зебиан Дауделл 17 | Универсальный спортивный комплекс ЦСКА, Москва Зрителей: 3700 Судьи: Петри Мянтюля Милош Кольенсич Эрсан Карталь |
| 29 ноября 2015 19:00 | Отчёт | Кайл Хайнс 8               | Подборы  | Евгений Валиев 5  | Универсальный спортивный комплекс ЦСКА, Москва Зрителей: 3700 Судьи: Петри Мянтюля Милош Кольенсич Эрсан Карталь |
| 29 ноября 2015 19:00 | Отчёт | Милош Теодосич 7           | Передачи | Зебиан Дауделл 3  | Универсальный спортивный комплекс ЦСКА, Москва Зрителей: 3700 Судьи: Петри Мянтюля Милош Кольенсич Эрсан Карталь |

| 29 ноября 2015 17:00 | Отчёт | Химки                               | 108:92   | Енисей            | «БЦМО», Химки Зрителей: 1500 Судьи: Антон Махлин Сергей Михайлов Антон Круглов |
| 29 ноября 2015 17:00 | Отчёт | 33:28, 32:25, 25:27, 18:12          |          |                   | «БЦМО», Химки Зрителей: 1500 Судьи: Антон Махлин Сергей Михайлов Антон Круглов |
| 29 ноября 2015 17:00 | Отчёт | Тайлер Ханикатт, Алексей Швед по 17 | Очки     | Делрой Джеймс 25  | «БЦМО», Химки Зрителей: 1500 Судьи: Антон Махлин Сергей Михайлов Антон Круглов |
| 29 ноября 2015 17:00 | Отчёт | Станислав Ильницкий 6               | Подборы  | Делрой Джеймс 7   | «БЦМО», Химки Зрителей: 1500 Судьи: Антон Махлин Сергей Михайлов Антон Круглов |
| 29 ноября 2015 17:00 | Отчёт | Тайриз Райс, Алексей Швед по 9      | Передачи | Ди Джей Кеннеди 6 | «БЦМО», Химки Зрителей: 1500 Судьи: Антон Махлин Сергей Михайлов Антон Круглов |

| 29 ноября 2015 18:30 | Отчёт | Вита                       | 69:99    | ВЭФ                | Дворец спорта Тбилиси, Тбилиси Зрителей: 110 Судьи: Илья Путенко Сергей Беляков Алексей Чудин |
| 29 ноября 2015 18:30 | Отчёт | 21:18, 18:28, 12:24, 18:29 |          |                    | Дворец спорта Тбилиси, Тбилиси Зрителей: 110 Судьи: Илья Путенко Сергей Беляков Алексей Чудин |
| 29 ноября 2015 18:30 | Отчёт | Константин Аникиенко 22    | Очки     | Мартиньш Мейерс 17 | Дворец спорта Тбилиси, Тбилиси Зрителей: 110 Судьи: Илья Путенко Сергей Беляков Алексей Чудин |
| 29 ноября 2015 18:30 | Отчёт | Константин Аникиенко 8     | Подборы  | Людвиг Хакансон 9  | Дворец спорта Тбилиси, Тбилиси Зрителей: 110 Судьи: Илья Путенко Сергей Беляков Алексей Чудин |
| 29 ноября 2015 18:30 | Отчёт | Мераб Боколишвили 3        | Передачи | Китон Нэнкивил 9   | Дворец спорта Тбилиси, Тбилиси Зрителей: 110 Судьи: Илья Путенко Сергей Беляков Алексей Чудин |

| 30 ноября 2015 18:30 | Отчёт | Байзонс                    | 76:73    | Цмоки-Минск    | Спортивный центр Лоймаа, Лоймаа Зрителей: 663 Судьи: Олег Латышев Сергей Круг Алексей Давыдов |
| 30 ноября 2015 18:30 | Отчёт | 14:18, 19:20, 21:18, 22:17 |          |                | Спортивный центр Лоймаа, Лоймаа Зрителей: 663 Судьи: Олег Латышев Сергей Круг Алексей Давыдов |
| 30 ноября 2015 18:30 | Отчёт | Пол Хилл 18                | Очки     | Иван Мараш 23  | Спортивный центр Лоймаа, Лоймаа Зрителей: 663 Судьи: Олег Латышев Сергей Круг Алексей Давыдов |
| 30 ноября 2015 18:30 | Отчёт | Ике Удано 7                | Подборы  | Джастин Грэй 8 | Спортивный центр Лоймаа, Лоймаа Зрителей: 663 Судьи: Олег Латышев Сергей Круг Алексей Давыдов |
| 30 ноября 2015 18:30 | Отчёт | Мартин Зено 6              | Передачи | Джастин Грэй 4 | Спортивный центр Лоймаа, Лоймаа Зрителей: 663 Судьи: Олег Латышев Сергей Круг Алексей Давыдов |

| 30 ноября 2015 18:30 | Отчёт | Калев                           | 71:89    | Локомотив-Кубань                       | «Саку Суурхалль», Таллин Зрителей: 1000 Судьи: Срдан Дозаи Йоханнес Сарекоски Николай Амбросов |
| 30 ноября 2015 18:30 | Отчёт | 18:22, 29:19, 10:28, 14:20      |          |                                        | «Саку Суурхалль», Таллин Зрителей: 1000 Судьи: Срдан Дозаи Йоханнес Сарекоски Николай Амбросов |
| 30 ноября 2015 18:30 | Отчёт | Джош Бун 16                     | Очки     | Виктор Клавер 21                       | «Саку Суурхалль», Таллин Зрителей: 1000 Судьи: Срдан Дозаи Йоханнес Сарекоски Николай Амбросов |
| 30 ноября 2015 18:30 | Отчёт | Джош Бун 8                      | Подборы  | Виктор Клавер 10                       | «Саку Суурхалль», Таллин Зрителей: 1000 Судьи: Срдан Дозаи Йоханнес Сарекоски Николай Амбросов |
| 30 ноября 2015 18:30 | Отчёт | Райн Вейдеман, Эрик Кеедус по 5 | Передачи | Райан Брокхофф, Малькольм Дилэйни по 4 | «Саку Суурхалль», Таллин Зрителей: 1000 Судьи: Срдан Дозаи Йоханнес Сарекоски Николай Амбросов |

## 11 тур
| 5 декабря 2015 16:00 | Отчёт | Цмоки-Минск                | 94:74    | Вита                               | «Минск-Арена», Минск Зрителей: 1500 Судьи: Антон Махлин Алексей Чудин Мартинс Козловскис |
| 5 декабря 2015 16:00 | Отчёт | 16:15, 29:22, 23:12, 26:25 |          |                                    | «Минск-Арена», Минск Зрителей: 1500 Судьи: Антон Махлин Алексей Чудин Мартинс Козловскис |
| 5 декабря 2015 16:00 | Отчёт | Виталий Лютич 23           | Очки     | Ираклий Члаидзе 16                 | «Минск-Арена», Минск Зрителей: 1500 Судьи: Антон Махлин Алексей Чудин Мартинс Козловскис |
| 5 декабря 2015 16:00 | Отчёт | Иван Мараш 8               | Подборы  | Пьеррия Генри, Леван Шенгелия по 8 | «Минск-Арена», Минск Зрителей: 1500 Судьи: Антон Махлин Алексей Чудин Мартинс Козловскис |
| 5 декабря 2015 16:00 | Отчёт | Джастин Грэй 4             | Передачи | Пьеррия Генри 4                    | «Минск-Арена», Минск Зрителей: 1500 Судьи: Антон Махлин Алексей Чудин Мартинс Козловскис |

| 6 декабря 2015 16:00 | Отчёт | Астана                        | 93:131   | Автодор                       | Велотрек «Сарыарка», Астана Зрителей: 462 Судьи: Якуб Замойски Ингус Бауманис Андрей Шарапа |
| 6 декабря 2015 16:00 | Отчёт | 27:37, 19:34, 14:27, 33:33    |          |                               | Велотрек «Сарыарка», Астана Зрителей: 462 Судьи: Якуб Замойски Ингус Бауманис Андрей Шарапа |
| 6 декабря 2015 16:00 | Отчёт | Кеннет Хэйс 14                | Очки     | Пол Столл 24                  | Велотрек «Сарыарка», Астана Зрителей: 462 Судьи: Якуб Замойски Ингус Бауманис Андрей Шарапа |
| 6 декабря 2015 16:00 | Отчёт | Три игрока по 4               | Подборы  | Три игрока по 5               | Велотрек «Сарыарка», Астана Зрителей: 462 Судьи: Якуб Замойски Ингус Бауманис Андрей Шарапа |
| 6 декабря 2015 16:00 | Отчёт | Пэт Калатес, Кеннет Хэйс по 6 | Передачи | Денис Лукашов, Пол Столл по 8 | Велотрек «Сарыарка», Астана Зрителей: 462 Судьи: Якуб Замойски Ингус Бауманис Андрей Шарапа |

| 6 декабря 2015 16:00 | Отчёт | Нимбурк                   | 87:59    | Байзонс          | Спортивный комплекс Нимбурка, Нимбурк Зрителей: 825 Судьи: Томислав Хордов Семён Овинов Александр Романов |
| 6 декабря 2015 16:00 | Отчёт | 21:9, 25:14, 21:20, 20:16 |          |                  | Спортивный комплекс Нимбурка, Нимбурк Зрителей: 825 Судьи: Томислав Хордов Семён Овинов Александр Романов |
| 6 декабря 2015 16:00 | Отчёт | Чейссон Рэндл 16          | Очки     | Джейкоб Бурчи 28 | Спортивный комплекс Нимбурка, Нимбурк Зрителей: 825 Судьи: Томислав Хордов Семён Овинов Александр Романов |
| 6 декабря 2015 16:00 | Отчёт | Максим де Зеув 9          | Подборы  | Роналд Кларк 7   | Спортивный комплекс Нимбурка, Нимбурк Зрителей: 825 Судьи: Томислав Хордов Семён Овинов Александр Романов |
| 6 декабря 2015 16:00 | Отчёт | Иржи Велш 7               | Передачи | Пол Хилл 6       | Спортивный комплекс Нимбурка, Нимбурк Зрителей: 825 Судьи: Томислав Хордов Семён Овинов Александр Романов |

| 6 декабря 2015 18:00 | Отчёт | УНИКС                      | 96:75    | Калев                 | «Баскет-холл», Казань Зрителей: 3000 Судьи: Александар Глисич Пётр Ивашков Петр Груша |
| 6 декабря 2015 18:00 | Отчёт | 24:16, 30:10, 22:20, 20:29 |          |                       | «Баскет-холл», Казань Зрителей: 3000 Судьи: Александар Глисич Пётр Ивашков Петр Груша |
| 6 декабря 2015 18:00 | Отчёт | Кит Лэнгфорд 17            | Очки     | Роландас Фрейманис 24 | «Баскет-холл», Казань Зрителей: 3000 Судьи: Александар Глисич Пётр Ивашков Петр Груша |
| 6 декабря 2015 18:00 | Отчёт | Хоакин Колом 9             | Подборы  | Джош Бун 13           | «Баскет-холл», Казань Зрителей: 3000 Судьи: Александар Глисич Пётр Ивашков Петр Груша |
| 6 декабря 2015 18:00 | Отчёт | Хоакин Колом 9             | Передачи | Мартин Дорбек 8       | «Баскет-холл», Казань Зрителей: 3000 Судьи: Александар Глисич Пётр Ивашков Петр Груша |

| 6 декабря 2015 19:10 | Отчёт | Енисей                     | 103:96   | Нижний Новгород                   | Дворец спорта имени Ивана Ярыгина, Красноярск Зрителей: 2200 Судьи: Илья Путенко Евгений Ветров Юрий Зинкевич |
| 6 декабря 2015 19:10 | Отчёт | 23:27, 26:23, 26:29, 28:17 |          |                                   | Дворец спорта имени Ивана Ярыгина, Красноярск Зрителей: 2200 Судьи: Илья Путенко Евгений Ветров Юрий Зинкевич |
| 6 декабря 2015 19:10 | Отчёт | Делрой Джеймс 23           | Очки     | Рашид Махалбашич 22               | Дворец спорта имени Ивана Ярыгина, Красноярск Зрителей: 2200 Судьи: Илья Путенко Евгений Ветров Юрий Зинкевич |
| 6 декабря 2015 19:10 | Отчёт | Делрой Джеймс 7            | Подборы  | Рашид Махалбашич 8                | Дворец спорта имени Ивана Ярыгина, Красноярск Зрителей: 2200 Судьи: Илья Путенко Евгений Ветров Юрий Зинкевич |
| 6 декабря 2015 19:10 | Отчёт | Делрой Джеймс 6            | Передачи | Виктор Радд, Дмитрий Хвостов по 5 | Дворец спорта имени Ивана Ярыгина, Красноярск Зрителей: 2200 Судьи: Илья Путенко Евгений Ветров Юрий Зинкевич |

| 7 декабря 2015 19:30 | Отчёт | ВЭФ                        | 77:92    | ЦСКА              | «Арена Рига», Рига Зрителей: 1200 Судьи: Халико Йосип Радойкович Дариуш Щерба |
| 7 декабря 2015 19:30 | Отчёт | 25:26, 21:30, 11:16, 20:20 |          |                   | «Арена Рига», Рига Зрителей: 1200 Судьи: Халико Йосип Радойкович Дариуш Щерба |
| 7 декабря 2015 19:30 | Отчёт | Мартиньш Мейерс 23         | Очки     | Нандо де Коло 16  | «Арена Рига», Рига Зрителей: 1200 Судьи: Халико Йосип Радойкович Дариуш Щерба |
| 7 декабря 2015 19:30 | Отчёт | Артурс Стрелниекс 8        | Подборы  | Кори Хиггинс 5    | «Арена Рига», Рига Зрителей: 1200 Судьи: Халико Йосип Радойкович Дариуш Щерба |
| 7 декабря 2015 19:30 | Отчёт | Франсиско Крус 10          | Передачи | Милош Теодосич 10 | «Арена Рига», Рига Зрителей: 1200 Судьи: Халико Йосип Радойкович Дариуш Щерба |

| 18 февраля 2015 19:00 | Отчёт | Зенит                      | 72:103   | Химки              | «Сибур Арена», Санкт-Петербург Зрителей: 4150 Судьи: Илия Белошевич Сергей Михайлов Сергей Круг |
| 18 февраля 2015 19:00 | Отчёт | 11:32, 20:29, 16:20, 25:22 |          |                    | «Сибур Арена», Санкт-Петербург Зрителей: 4150 Судьи: Илия Белошевич Сергей Михайлов Сергей Круг |
| 18 февраля 2015 19:00 | Отчёт | Зебиан Дауделл 15          | Очки     | Джош Бун 26        | «Сибур Арена», Санкт-Петербург Зрителей: 4150 Судьи: Илия Белошевич Сергей Михайлов Сергей Круг |
| 18 февраля 2015 19:00 | Отчёт | Каспарс Берзиньш 7         | Подборы  | Тайлер Ханикатт 10 | «Сибур Арена», Санкт-Петербург Зрителей: 4150 Судьи: Илия Белошевич Сергей Михайлов Сергей Круг |
| 18 февраля 2015 19:00 | Отчёт | Зебиан Дауделл 5           | Передачи | Тайриз Райс 11     | «Сибур Арена», Санкт-Петербург Зрителей: 4150 Судьи: Илия Белошевич Сергей Михайлов Сергей Круг |

| 18 февраля 2015 18:00 | Отчёт | Красный Октябрь                        | 77:89    | Локомотив-Кубань   | Дворец Спорта в Крылатском, Москва Зрителей: 210 Судьи: Илья Путенко Александр Романов Станислав Валеев |
| 18 февраля 2015 18:00 | Отчёт | 21:28, 17:14, 20:25, 19:22             |          |                    | Дворец Спорта в Крылатском, Москва Зрителей: 210 Судьи: Илья Путенко Александр Романов Станислав Валеев |
| 18 февраля 2015 18:00 | Отчёт | Экене Ибекве 22                        | Очки     | Энтони Рэндольф 23 | Дворец Спорта в Крылатском, Москва Зрителей: 210 Судьи: Илья Путенко Александр Романов Станислав Валеев |
| 18 февраля 2015 18:00 | Отчёт | Экене Ибекве 10                        | Подборы  | Энтони Рэндольф 9  | Дворец Спорта в Крылатском, Москва Зрителей: 210 Судьи: Илья Путенко Александр Романов Станислав Валеев |
| 18 февраля 2015 18:00 | Отчёт | Василий Заворуев, Андрей Матеюнас по 3 | Передачи | Донтэй Дрэйпер 7   | Дворец Спорта в Крылатском, Москва Зрителей: 210 Судьи: Илья Путенко Александр Романов Станислав Валеев |

## 12 тур
| 13 декабря 2015 18:30 | Отчёт | Вита                                    | 59:119   | Нимбурк           | Дворец спорта Тбилиси, Тбилиси Зрителей: 130 Судьи: Сергей Чебышев Сергей Беляков Евгений Ветров |
| 13 декабря 2015 18:30 | Отчёт | 17:37, 12:24, 15:32, 15:26              |          |                   | Дворец спорта Тбилиси, Тбилиси Зрителей: 130 Судьи: Сергей Чебышев Сергей Беляков Евгений Ветров |
| 13 декабря 2015 18:30 | Отчёт | Ираклий Члаидзе 20                      | Очки     | Максим де Зеув 16 | Дворец спорта Тбилиси, Тбилиси Зрителей: 130 Судьи: Сергей Чебышев Сергей Беляков Евгений Ветров |
| 13 декабря 2015 18:30 | Отчёт | Константин Аникиенко 9                  | Подборы  | Мартин Криж 8     | Дворец спорта Тбилиси, Тбилиси Зрителей: 130 Судьи: Сергей Чебышев Сергей Беляков Евгений Ветров |
| 13 декабря 2015 18:30 | Отчёт | Мераб Боколишвили, Ираклий Члаидзе по 3 | Передачи | Ховард Сент-Рос 6 | Дворец спорта Тбилиси, Тбилиси Зрителей: 130 Судьи: Сергей Чебышев Сергей Беляков Евгений Ветров |

| 13 декабря 2015 16:00 | Отчёт | Байзонс                    | 81:75    | Астана             | Спортивный центр Лоймаа, Лоймаа Зрителей: 787 Судьи: Антон Махлин Танел Суслов Алексей Чудин |
| 13 декабря 2015 16:00 | Отчёт | 24:16, 27:18, 14:22, 16:19 |          |                    | Спортивный центр Лоймаа, Лоймаа Зрителей: 787 Судьи: Антон Махлин Танел Суслов Алексей Чудин |
| 13 декабря 2015 16:00 | Отчёт | Мартин Зено 30             | Очки     | Кеннет Хэйс 19     | Спортивный центр Лоймаа, Лоймаа Зрителей: 787 Судьи: Антон Махлин Танел Суслов Алексей Чудин |
| 13 декабря 2015 16:00 | Отчёт | Пять игроков ро 5          | Подборы  | Ник Канер-Медли 12 | Спортивный центр Лоймаа, Лоймаа Зрителей: 787 Судьи: Антон Махлин Танел Суслов Алексей Чудин |
| 13 декабря 2015 16:00 | Отчёт | Мартин Зено, Пол Хилл по 4 | Передачи | Пэт Калатес 2      | Спортивный центр Лоймаа, Лоймаа Зрителей: 787 Судьи: Антон Махлин Танел Суслов Алексей Чудин |

| 13 декабря 2015 16:00 | Отчёт | Локомотив-Кубань         | 56:58    | УНИКС                              | «Баскет-холл», Краснодар Зрителей: 3351 Судьи: Олег Латышев Семён Овинов Алексей Давыдов |
| 13 декабря 2015 16:00 | Отчёт | 9:12, 9:12, 15:20, 23:14 |          |                                    | «Баскет-холл», Краснодар Зрителей: 3351 Судьи: Олег Латышев Семён Овинов Алексей Давыдов |
| 13 декабря 2015 16:00 | Отчёт | Малькольм Дилэйни 18     | Очки     | Кит Лэнгфорд 20                    | «Баскет-холл», Краснодар Зрителей: 3351 Судьи: Олег Латышев Семён Овинов Алексей Давыдов |
| 13 декабря 2015 16:00 | Отчёт | Виктор Клавер 8          | Подборы  | Костас Каймакоглу 14               | «Баскет-холл», Краснодар Зрителей: 3351 Судьи: Олег Латышев Семён Овинов Алексей Давыдов |
| 13 декабря 2015 16:00 | Отчёт | Донтэй Дрэйпер 5         | Передачи | Хоакин Колом, Антон Понкрашов по 4 | «Баскет-холл», Краснодар Зрителей: 3351 Судьи: Олег Латышев Семён Овинов Алексей Давыдов |

| 13 декабря 2015 18:00 | Отчёт | ЦСКА                               | 92:48    | Цмоки-Минск       | Универсальный спортивный комплекс ЦСКА, Москва Зрителей: 2000 Судьи: Роберт Выклицки Арнис Озолс Райн Пеенарди |
| 13 декабря 2015 18:00 | Отчёт | 15:19, 28:7, 28:9, 21:13           |          |                   | Универсальный спортивный комплекс ЦСКА, Москва Зрителей: 2000 Судьи: Роберт Выклицки Арнис Озолс Райн Пеенарди |
| 13 декабря 2015 18:00 | Отчёт | Нандо де Коло 17                   | Очки     | Иван Мараш 13     | Универсальный спортивный комплекс ЦСКА, Москва Зрителей: 2000 Судьи: Роберт Выклицки Арнис Озолс Райн Пеенарди |
| 13 декабря 2015 18:00 | Отчёт | Никита Курбанов 9                  | Подборы  | Иван Мараш 13     | Универсальный спортивный комплекс ЦСКА, Москва Зрителей: 2000 Судьи: Роберт Выклицки Арнис Озолс Райн Пеенарди |
| 13 декабря 2015 18:00 | Отчёт | Нандо де Коло, Милош Теодосич по 6 | Передачи | Бранко Миркович 6 | Универсальный спортивный комплекс ЦСКА, Москва Зрителей: 2000 Судьи: Роберт Выклицки Арнис Озолс Райн Пеенарди |

| 13 декабря 2015 17:00 | Отчёт | Калев                      | 80:70    | Енисей          | «Саку Суурхалль», Таллин Зрителей: 1200 Судьи: Сергей Защук Петри Мянтюля Томислав Вовк |
| 13 декабря 2015 17:00 | Отчёт | 17:22, 14:11, 21:14, 28:23 |          |                 | «Саку Суурхалль», Таллин Зрителей: 1200 Судьи: Сергей Защук Петри Мянтюля Томислав Вовк |
| 13 декабря 2015 17:00 | Отчёт | Джош Бун 23                | Очки     | Тони Тэйлор 15  | «Саку Суурхалль», Таллин Зрителей: 1200 Судьи: Сергей Защук Петри Мянтюля Томислав Вовк |
| 13 декабря 2015 17:00 | Отчёт | Джош Бун 20                | Подборы  | Делрой Джеймс 9 | «Саку Суурхалль», Таллин Зрителей: 1200 Судьи: Сергей Защук Петри Мянтюля Томислав Вовк |
| 13 декабря 2015 17:00 | Отчёт | Стэн Сокк 8                | Передачи | Денис Захаров 4 | «Саку Суурхалль», Таллин Зрителей: 1200 Судьи: Сергей Защук Петри Мянтюля Томислав Вовк |

| 13 декабря 2015 18:00 | Отчёт | Нижний Новгород            | 84:88    | Зенит           | Дворец спорта «Нагорный», Нижний Новгород Зрителей: 1500 Судьи: Ааре Халико Томислав Хордов Сергей Михайлов |
| 13 декабря 2015 18:00 | Отчёт | 19:26, 17:25, 22:19, 26:18 |          |                 | Дворец спорта «Нагорный», Нижний Новгород Зрителей: 1500 Судьи: Ааре Халико Томислав Хордов Сергей Михайлов |
| 13 декабря 2015 18:00 | Отчёт | Виктор Радд 22             | Очки     | Райан Тулсон 23 | Дворец спорта «Нагорный», Нижний Новгород Зрителей: 1500 Судьи: Ааре Халико Томислав Хордов Сергей Михайлов |
| 13 декабря 2015 18:00 | Отчёт | Виктор Радд 13             | Подборы  | Павел Антипов 6 | Дворец спорта «Нагорный», Нижний Новгород Зрителей: 1500 Судьи: Ааре Халико Томислав Хордов Сергей Михайлов |
| 13 декабря 2015 18:00 | Отчёт | Дмитрий Хвостов 5          | Передачи | Райан Тулсон 7  | Дворец спорта «Нагорный», Нижний Новгород Зрителей: 1500 Судьи: Ааре Халико Томислав Хордов Сергей Михайлов |

| 14 декабря 2015 19:00 | Отчёт | Красный Октябрь                        | 85:102   | Автодор            | Дворец Спорта в Крылатском, Москва Зрителей: 162 Судьи: Илья Путенко Сергей Круг Александр Романов |
| 14 декабря 2015 19:00 | Отчёт | 18:23, 21:25, 23:22, 23:32             |          |                    | Дворец Спорта в Крылатском, Москва Зрителей: 162 Судьи: Илья Путенко Сергей Круг Александр Романов |
| 14 декабря 2015 19:00 | Отчёт | Вячеслав Зайцев, Дмитрий Соколов по 19 | Очки     | Трэвис Питерсон 24 | Дворец Спорта в Крылатском, Москва Зрителей: 162 Судьи: Илья Путенко Сергей Круг Александр Романов |
| 14 декабря 2015 19:00 | Отчёт | Дмитрий Соколов 7                      | Подборы  | Джереми Чаппел 6   | Дворец Спорта в Крылатском, Москва Зрителей: 162 Судьи: Илья Путенко Сергей Круг Александр Романов |
| 14 декабря 2015 19:00 | Отчёт | Вячеслав Зайцев, Андрей Матеюнас по 5  | Передачи | Пол Столл 6        | Дворец Спорта в Крылатском, Москва Зрителей: 162 Судьи: Илья Путенко Сергей Круг Александр Романов |

| 14 декабря 2015 19:30 | Отчёт | Химки                      | 104:93   | ВЭФ                                | «БЦМО», Химки Зрителей: 1100 Судьи: Роберт Выклицки Томислав Вовк Томислав Хордов |
| 14 декабря 2015 19:30 | Отчёт | 24:21, 23:19, 27:27, 30:26 |          |                                    | «БЦМО», Химки Зрителей: 1100 Судьи: Роберт Выклицки Томислав Вовк Томислав Хордов |
| 14 декабря 2015 19:30 | Отчёт | Петтери Копонен 25         | Очки     | Франсиско Крус 35                  | «БЦМО», Химки Зрителей: 1100 Судьи: Роберт Выклицки Томислав Вовк Томислав Хордов |
| 14 декабря 2015 19:30 | Отчёт | Марко Тодорович 8          | Подборы  | Янис Берзиньш, Ричмонд Вильде по 6 | «БЦМО», Химки Зрителей: 1100 Судьи: Роберт Выклицки Томислав Вовк Томислав Хордов |
| 14 декабря 2015 19:30 | Отчёт | Петтери Копонен 5          | Передачи | Людвиг Хакансон 6                  | «БЦМО», Химки Зрителей: 1100 Судьи: Роберт Выклицки Томислав Вовк Томислав Хордов |

## 13 тур
| 4 октября 2015 17:00 | Отчёт | ВЭФ                        | 75:87    | Нижний Новгород     | «Арена Рига», Рига Зрителей: 2300 Судьи: Томислав Хордов Андрей Шарапа Райн Пеенарди |
| 4 октября 2015 17:00 | Отчёт | 25:20, 16:27, 19:17, 15:23 |          |                     | «Арена Рига», Рига Зрителей: 2300 Судьи: Томислав Хордов Андрей Шарапа Райн Пеенарди |
| 4 октября 2015 17:00 | Отчёт | Франсиско Крус 18          | Очки     | Максим Григорьев 19 | «Арена Рига», Рига Зрителей: 2300 Судьи: Томислав Хордов Андрей Шарапа Райн Пеенарди |
| 4 октября 2015 17:00 | Отчёт | Китон Нэнкивил 9           | Подборы  | Виктор Радд 6       | «Арена Рига», Рига Зрителей: 2300 Судьи: Томислав Хордов Андрей Шарапа Райн Пеенарди |
| 4 октября 2015 17:00 | Отчёт | Людвиг Хакансон 7          | Передачи | Максим Григорьев 7  | «Арена Рига», Рига Зрителей: 2300 Судьи: Томислав Хордов Андрей Шарапа Райн Пеенарди |

| 19 декабря 2015 16:00 | Отчёт | Астана                            | 118:61   | Вита                                   | Велотрек «Сарыарка», Астана Зрителей: 500 Судьи: Алексей Давыдов Сергей Михайлов Владимир Драбиковский |
| 19 декабря 2015 16:00 | Отчёт | 33:14, 28:22, 27:12, 30:13        |          |                                        | Велотрек «Сарыарка», Астана Зрителей: 500 Судьи: Алексей Давыдов Сергей Михайлов Владимир Драбиковский |
| 19 декабря 2015 16:00 | Отчёт | Пэт Калатес 23                    | Очки     | Мераб Боколишвили 23                   | Велотрек «Сарыарка», Астана Зрителей: 500 Судьи: Алексей Давыдов Сергей Михайлов Владимир Драбиковский |
| 19 декабря 2015 16:00 | Отчёт | Пэт Калатес, Кирилл Натяжко по 10 | Подборы  | Леван Шенгелия 12                      | Велотрек «Сарыарка», Астана Зрителей: 500 Судьи: Алексей Давыдов Сергей Михайлов Владимир Драбиковский |
| 19 декабря 2015 16:00 | Отчёт | Джерри Джонсон 14                 | Передачи | Мераб Боколишвили, Леван Шенгелия по 2 | Велотрек «Сарыарка», Астана Зрителей: 500 Судьи: Алексей Давыдов Сергей Михайлов Владимир Драбиковский |

| 20 декабря 2015 14:45 | Отчёт | Цмоки-Минск                      | 88:94 ОТ | Химки             | «Минск-Арена», Минск Зрителей: 1850 Судьи: Сергей Чебышев Андрис Аукоргес Станислав Кучера |
| 20 декабря 2015 14:45 | Отчёт | 21:30, 20:20, 21:20, 18:10, 8:14 |          |                   | «Минск-Арена», Минск Зрителей: 1850 Судьи: Сергей Чебышев Андрис Аукоргес Станислав Кучера |
| 20 декабря 2015 14:45 | Отчёт | Джастин Грэй 22                  | Очки     | Тайриз Райс 18    | «Минск-Арена», Минск Зрителей: 1850 Судьи: Сергей Чебышев Андрис Аукоргес Станислав Кучера |
| 20 декабря 2015 14:45 | Отчёт | Гаррет Стуц 9                    | Подборы  | Марко Тодорович 9 | «Минск-Арена», Минск Зрителей: 1850 Судьи: Сергей Чебышев Андрис Аукоргес Станислав Кучера |
| 20 декабря 2015 14:45 | Отчёт | Бранко Миркович 5                | Передачи | Тайриз Райс 10    | «Минск-Арена», Минск Зрителей: 1850 Судьи: Сергей Чебышев Андрис Аукоргес Станислав Кучера |

| 20 декабря 2015 14:00 | Отчёт | Автодор                    | 85:75    | Байзонс            | ДС «Кристалл», Саратов Зрителей: 2300 Судьи: Юрис Кокайнис Пётр Ивашков Евгений Михеев |
| 20 декабря 2015 14:00 | Отчёт | 29:18, 16:20, 17:21, 23:16 |          |                    | ДС «Кристалл», Саратов Зрителей: 2300 Судьи: Юрис Кокайнис Пётр Ивашков Евгений Михеев |
| 20 декабря 2015 14:00 | Отчёт | Трэвис Питерсон 18         | Очки     | Джастин Джексон 23 | ДС «Кристалл», Саратов Зрителей: 2300 Судьи: Юрис Кокайнис Пётр Ивашков Евгений Михеев |
| 20 декабря 2015 14:00 | Отчёт | Трэвис Питерсон 10         | Подборы  | Джастин Джексон 13 | ДС «Кристалл», Саратов Зрителей: 2300 Судьи: Юрис Кокайнис Пётр Ивашков Евгений Михеев |
| 20 декабря 2015 14:00 | Отчёт | Пол Столл 10               | Передачи | Мартин Зено 7      | ДС «Кристалл», Саратов Зрителей: 2300 Судьи: Юрис Кокайнис Пётр Ивашков Евгений Михеев |

| 20 декабря 2015 18:00 | Отчёт | Нимбурк                       | 66:86    | ЦСКА               | Спортивный комплекс Нимбурка, Нимбурк Зрителей: 2050 Судьи: Марек Цмикевич Йосип Радойкович Жденко Зубак |
| 20 декабря 2015 18:00 | Отчёт | 15:28, 11:24, 20:19, 20:15    |          |                    | Спортивный комплекс Нимбурка, Нимбурк Зрителей: 2050 Судьи: Марек Цмикевич Йосип Радойкович Жденко Зубак |
| 20 декабря 2015 18:00 | Отчёт | Ховард Сент-Рос 18            | Очки     | Нандо де Коло 22   | Спортивный комплекс Нимбурка, Нимбурк Зрителей: 2050 Судьи: Марек Цмикевич Йосип Радойкович Жденко Зубак |
| 20 декабря 2015 18:00 | Отчёт | Мартин Криж 7                 | Подборы  | Никита Курбанов 13 | Спортивный комплекс Нимбурка, Нимбурк Зрителей: 2050 Судьи: Марек Цмикевич Йосип Радойкович Жденко Зубак |
| 20 декабря 2015 18:00 | Отчёт | Иржи Велш, Чейссон Рэндл по 4 | Передачи | Три игрока по 3    | Спортивный комплекс Нимбурка, Нимбурк Зрителей: 2050 Судьи: Марек Цмикевич Йосип Радойкович Жденко Зубак |

| 20 декабря 2015 16:00 | Отчёт | УНИКС                      | 97:76    | Красный Октябрь     | «Баскет-холл», Казань Зрителей: 1400 Судьи: Антон Махлин Сергей Беляков Евгений Островский |
| 20 декабря 2015 16:00 | Отчёт | 29:18, 31:24, 14:15, 23:19 |          |                     | «Баскет-холл», Казань Зрителей: 1400 Судьи: Антон Махлин Сергей Беляков Евгений Островский |
| 20 декабря 2015 16:00 | Отчёт | Хоакин Колом 20            | Очки     | Дмитрий Коршаков 14 | «Баскет-холл», Казань Зрителей: 1400 Судьи: Антон Махлин Сергей Беляков Евгений Островский |
| 20 декабря 2015 16:00 | Отчёт | Латавиус Уильямс 7         | Подборы  | Дмитрий Коршаков 8  | «Баскет-холл», Казань Зрителей: 1400 Судьи: Антон Махлин Сергей Беляков Евгений Островский |
| 20 декабря 2015 16:00 | Отчёт | Хоакин Колом 5             | Передачи | Андрей Матеюнас 7   | «Баскет-холл», Казань Зрителей: 1400 Судьи: Антон Махлин Сергей Беляков Евгений Островский |

| 22 декабря 2015 19:10 | Отчёт | Енисей                          | 73:82    | Локомотив-Кубань                  | Дворец спорта имени Ивана Ярыгина, Красноярск Зрителей: 1100 Судьи: Илья Путенко Сергей Круг Станислав Валеев |
| 22 декабря 2015 19:10 | Отчёт | 19:18, 21:22, 22:25, 11:17      |          |                                   | Дворец спорта имени Ивана Ярыгина, Красноярск Зрителей: 1100 Судьи: Илья Путенко Сергей Круг Станислав Валеев |
| 22 декабря 2015 19:10 | Отчёт | Тим Ольбрехт 24                 | Очки     | Малькольм Дилэйни 25              | Дворец спорта имени Ивана Ярыгина, Красноярск Зрителей: 1100 Судьи: Илья Путенко Сергей Круг Станислав Валеев |
| 22 декабря 2015 19:10 | Отчёт | Делрой Джеймс 11                | Подборы  | Сергей Быков, Райан Брокхофф по 6 | Дворец спорта имени Ивана Ярыгина, Красноярск Зрителей: 1100 Судьи: Илья Путенко Сергей Круг Станислав Валеев |
| 22 декабря 2015 19:10 | Отчёт | Делрой Джеймс, Тони Тэйлор по 5 | Передачи | Малькольм Дилэйни 4               | Дворец спорта имени Ивана Ярыгина, Красноярск Зрителей: 1100 Судьи: Илья Путенко Сергей Круг Станислав Валеев |

| 6 апреля 2015 20:00 | Отчёт | Зенит                      | 101:69   | Калев            | «Сибур Арена», Санкт-Петербург Зрителей: 1200 Судьи: Ингус Бауманис Александр Сырица Йоханнес Сарекоски |
| 6 апреля 2015 20:00 | Отчёт | 30:10, 21:26, 21:15, 29:18 |          |                  | «Сибур Арена», Санкт-Петербург Зрителей: 1200 Судьи: Ингус Бауманис Александр Сырица Йоханнес Сарекоски |
| 6 апреля 2015 20:00 | Отчёт | Райан Тулсон 31            | Очки     | Райн Вейдеман 20 | «Сибур Арена», Санкт-Петербург Зрителей: 1200 Судьи: Ингус Бауманис Александр Сырица Йоханнес Сарекоски |
| 6 апреля 2015 20:00 | Отчёт | Три игрока по 6            | Подборы  | Шон Кинг 7       | «Сибур Арена», Санкт-Петербург Зрителей: 1200 Судьи: Ингус Бауманис Александр Сырица Йоханнес Сарекоски |
| 6 апреля 2015 20:00 | Отчёт | Зебиан Дауделл 8           | Передачи | Райн Вейдеман 3  | «Сибур Арена», Санкт-Петербург Зрителей: 1200 Судьи: Ингус Бауманис Александр Сырица Йоханнес Сарекоски |

## 14 тур
| 2 января 2015 17:00 | Отчёт | Красный Октябрь            | 78:83    | Байзонс         | «Альянс-Баскет», Волгоград Зрителей: 600 Судьи: Олег Латышев Александр Сырица Петр Груша |
| 2 января 2015 17:00 | Отчёт | 17:22, 20:23, 17:18, 24:20 |          |                 | «Альянс-Баскет», Волгоград Зрителей: 600 Судьи: Олег Латышев Александр Сырица Петр Груша |
| 2 января 2015 17:00 | Отчёт | Макс Адам Конате 20        | Очки     | Туукка Котти 18 | «Альянс-Баскет», Волгоград Зрителей: 600 Судьи: Олег Латышев Александр Сырица Петр Груша |
| 2 января 2015 17:00 | Отчёт | Экене Ибекве 9             | Подборы  | Ике Удано 14    | «Альянс-Баскет», Волгоград Зрителей: 600 Судьи: Олег Латышев Александр Сырица Петр Груша |
| 2 января 2015 17:00 | Отчёт | Андрей Матеюнас 8          | Передачи | Пол Хилл 9      | «Альянс-Баскет», Волгоград Зрителей: 600 Судьи: Олег Латышев Александр Сырица Петр Груша |

| 3 января 2015 18:30 | Отчёт | Вита                      | 59:111   | Автодор                       | Дворец спорта Тбилиси, Тбилиси Зрителей: 90 Судьи: Сергей Чайковский Март Уэхендрик Юрий Игнатьев |
| 3 января 2015 18:30 | Отчёт | 18:27, 9:27, 12:22, 20:35 |          |                               | Дворец спорта Тбилиси, Тбилиси Зрителей: 90 Судьи: Сергей Чайковский Март Уэхендрик Юрий Игнатьев |
| 3 января 2015 18:30 | Отчёт | Владислав Старателев 15   | Очки     | Евгений Колесников 18         | Дворец спорта Тбилиси, Тбилиси Зрителей: 90 Судьи: Сергей Чайковский Март Уэхендрик Юрий Игнатьев |
| 3 января 2015 18:30 | Отчёт | Леван Шенгелия 7          | Подборы  | Артём Клименко 7              | Дворец спорта Тбилиси, Тбилиси Зрителей: 90 Судьи: Сергей Чайковский Март Уэхендрик Юрий Игнатьев |
| 3 января 2015 18:30 | Отчёт | Четыре игрока по 2        | Передачи | Денис Лукашов, Пол Столл по 6 | Дворец спорта Тбилиси, Тбилиси Зрителей: 90 Судьи: Сергей Чайковский Март Уэхендрик Юрий Игнатьев |

| 3 января 2015 17:00 | Отчёт | Калев                      | 78:86    | ВЭФ                | «Саку Суурхалль», Таллин Зрителей: 1250 Судьи: Борис Рыжик Антон Махлин Евгений Ветров |
| 3 января 2015 17:00 | Отчёт | 18:22, 21:27, 20:15, 19:22 |          |                    | «Саку Суурхалль», Таллин Зрителей: 1250 Судьи: Борис Рыжик Антон Махлин Евгений Ветров |
| 3 января 2015 17:00 | Отчёт | Джош Бун 17                | Очки     | Мартиньш Мейерс 23 | «Саку Суурхалль», Таллин Зрителей: 1250 Судьи: Борис Рыжик Антон Махлин Евгений Ветров |
| 3 января 2015 17:00 | Отчёт | Джош Бун 11                | Подборы  | Марекс Мейерис 10  | «Саку Суурхалль», Таллин Зрителей: 1250 Судьи: Борис Рыжик Антон Махлин Евгений Ветров |
| 3 января 2015 17:00 | Отчёт | Стэн Сокк 7                | Передачи | Янис Берзиньш 6    | «Саку Суурхалль», Таллин Зрителей: 1250 Судьи: Борис Рыжик Антон Махлин Евгений Ветров |

| 3 января 2015 14:00 | Отчёт | ЦСКА                       | 102:67   | Астана            | Универсальный спортивный комплекс ЦСКА, Москва Зрителей: 2200 Судьи: Олег Латышев Саша Маричич Петр Груша |
| 3 января 2015 14:00 | Отчёт | 27:17, 27:12, 23:24, 25:14 |          |                   | Универсальный спортивный комплекс ЦСКА, Москва Зрителей: 2200 Судьи: Олег Латышев Саша Маричич Петр Груша |
| 3 января 2015 14:00 | Отчёт | Виталий Фридзон 19         | Очки     | Джерри Джонсон 15 | Универсальный спортивный комплекс ЦСКА, Москва Зрителей: 2200 Судьи: Олег Латышев Саша Маричич Петр Груша |
| 3 января 2015 14:00 | Отчёт | Нандо де Коло 7            | Подборы  | Пэт Калатес 7     | Универсальный спортивный комплекс ЦСКА, Москва Зрителей: 2200 Судьи: Олег Латышев Саша Маричич Петр Груша |
| 3 января 2015 14:00 | Отчёт | Дмитрий Кулагин 5          | Передачи | Джерри Джонсон 7  | Универсальный спортивный комплекс ЦСКА, Москва Зрителей: 2200 Судьи: Олег Латышев Саша Маричич Петр Груша |

| 3 января 2015 16:30 | Отчёт | Локомотив-Кубань           | 78:70    | Зенит                         | «Баскет-холл», Краснодар Зрителей: 3057 Судьи: Радомир Войинович Семён Овинов Сергей Михайлов |
| 3 января 2015 16:30 | Отчёт | 13:18, 27:21, 17:10, 21:21 |          |                               | «Баскет-холл», Краснодар Зрителей: 3057 Судьи: Радомир Войинович Семён Овинов Сергей Михайлов |
| 3 января 2015 16:30 | Отчёт | Энтони Рэндольф 22         | Очки     | Райан Тулсон 16               | «Баскет-холл», Краснодар Зрителей: 3057 Судьи: Радомир Войинович Семён Овинов Сергей Михайлов |
| 3 января 2015 16:30 | Отчёт | Крис Синглтон 7            | Подборы  | Андрей Кощеев 5               | «Баскет-холл», Краснодар Зрителей: 3057 Судьи: Радомир Войинович Семён Овинов Сергей Михайлов |
| 3 января 2015 16:30 | Отчёт | Сергей Быков 4             | Передачи | Янис Тимма, Райан Тулсон по 4 | «Баскет-холл», Краснодар Зрителей: 3057 Судьи: Радомир Войинович Семён Овинов Сергей Михайлов |

| 3 января 2015 17:30 | Отчёт | Химки                                | 123:71   | Нимбурк                          | «БЦМО», Химки Зрителей: 1800 Судьи: Оскар Лучис Александр Сырица Здравко Рутешич |
| 3 января 2015 17:30 | Отчёт | 23:20, 37:9, 31:24, 32:18            |          |                                  | «БЦМО», Химки Зрителей: 1800 Судьи: Оскар Лучис Александр Сырица Здравко Рутешич |
| 3 января 2015 17:30 | Отчёт | Петтери Копонен 24                   | Очки     | Войцех Грубан 17                 | «БЦМО», Химки Зрителей: 1800 Судьи: Оскар Лучис Александр Сырица Здравко Рутешич |
| 3 января 2015 17:30 | Отчёт | Джеймс Огастин, Дмитрий Соколов по 7 | Подборы  | Джулиан Вон, Максим де Зеув по 5 | «БЦМО», Химки Зрителей: 1800 Судьи: Оскар Лучис Александр Сырица Здравко Рутешич |
| 3 января 2015 17:30 | Отчёт | Петтери Копонен, Тайриз Райс по 6    | Передачи | Майкл Диксон 4                   | «БЦМО», Химки Зрителей: 1800 Судьи: Оскар Лучис Александр Сырица Здравко Рутешич |

| 3 января 2015 17:30 | Отчёт | Нижний Новгород            | 100:85   | Цмоки-Минск       | ФОК «Мещерский», Нижний Новгород Зрителей: 890 Судьи: Томас Травицки Йоханнес Сарекоски Райн Пеенарди |
| 3 января 2015 17:30 | Отчёт | 30:18, 15:20, 35:20, 20:27 |          |                   | ФОК «Мещерский», Нижний Новгород Зрителей: 890 Судьи: Томас Травицки Йоханнес Сарекоски Райн Пеенарди |
| 3 января 2015 17:30 | Отчёт | Рашид Махалбашич 20        | Очки     | Гаррет Стуц 18    | ФОК «Мещерский», Нижний Новгород Зрителей: 890 Судьи: Томас Травицки Йоханнес Сарекоски Райн Пеенарди |
| 3 января 2015 17:30 | Отчёт | Виктор Радд 6              | Подборы  | Иван Мараш 6      | ФОК «Мещерский», Нижний Новгород Зрителей: 890 Судьи: Томас Травицки Йоханнес Сарекоски Райн Пеенарди |
| 3 января 2015 17:30 | Отчёт | Дмитрий Хвостов 10         | Передачи | Бранко Миркович 8 | ФОК «Мещерский», Нижний Новгород Зрителей: 890 Судьи: Томас Травицки Йоханнес Сарекоски Райн Пеенарди |

| 3 января 2015 16:00 | Отчёт | УНИКС                      | 94:75    | Енисей          | «Баскет-холл», Казань Зрителей: 850 Судьи: Илья Путенко Александр Романов Антон Круглов |
| 3 января 2015 16:00 | Отчёт | 30:13, 19:18, 25:21, 20:23 |          |                 | «Баскет-холл», Казань Зрителей: 850 Судьи: Илья Путенко Александр Романов Антон Круглов |
| 3 января 2015 16:00 | Отчёт | Латавиус Уильямс 17        | Очки     | Тим Ольбрехт 17 | «Баскет-холл», Казань Зрителей: 850 Судьи: Илья Путенко Александр Романов Антон Круглов |
| 3 января 2015 16:00 | Отчёт | Латавиус Уильямс 14        | Подборы  | Делрой Джеймс 8 | «Баскет-холл», Казань Зрителей: 850 Судьи: Илья Путенко Александр Романов Антон Круглов |
| 3 января 2015 16:00 | Отчёт | Хоакин Колом 7             | Передачи | Делрой Джеймс 4 | «Баскет-холл», Казань Зрителей: 850 Судьи: Илья Путенко Александр Романов Антон Круглов |

## 15 тур
| 9 января 2015 16:00 | Отчёт | Цмоки-Минск                | 100:77   | Калев                          | «Дворец спорта», Минск Зрителей: 1050 Судьи: Миливое Йовчич Сергей Круг Алексей Чудин |
| 9 января 2015 16:00 | Отчёт | 25:24, 24:20, 30:15, 21:18 |          |                                | «Дворец спорта», Минск Зрителей: 1050 Судьи: Миливое Йовчич Сергей Круг Алексей Чудин |
| 9 января 2015 16:00 | Отчёт | Бранко Миркович 19         | Очки     | Райн Вейдеман, Стэн Сокк по 15 | «Дворец спорта», Минск Зрителей: 1050 Судьи: Миливое Йовчич Сергей Круг Алексей Чудин |
| 9 января 2015 16:00 | Отчёт | Иван Мараш 8               | Подборы  | Джош Бун 10                    | «Дворец спорта», Минск Зрителей: 1050 Судьи: Миливое Йовчич Сергей Круг Алексей Чудин |
| 9 января 2015 16:00 | Отчёт | Бранко Миркович 4          | Передачи | Три игрока по 4                | «Дворец спорта», Минск Зрителей: 1050 Судьи: Миливое Йовчич Сергей Круг Алексей Чудин |

| 10 января 2015 16:00 | Отчёт | Автодор                    | 72:91    | ЦСКА                                 | ДС «Кристалл», Саратов Зрителей: 5500 Судьи: Милия Воинович Илья Путенко Милош Кольенсич |
| 10 января 2015 16:00 | Отчёт | 13:20, 21:22, 23:32, 15:17 |          |                                      | ДС «Кристалл», Саратов Зрителей: 5500 Судьи: Милия Воинович Илья Путенко Милош Кольенсич |
| 10 января 2015 16:00 | Отчёт | Пол Столл 21               | Очки     | Милош Теодосич 22                    | ДС «Кристалл», Саратов Зрителей: 5500 Судьи: Милия Воинович Илья Путенко Милош Кольенсич |
| 10 января 2015 16:00 | Отчёт | Джереми Чаппел 7           | Подборы  | Никита Курбанов, Милош Теодосич по 5 | ДС «Кристалл», Саратов Зрителей: 5500 Судьи: Милия Воинович Илья Путенко Милош Кольенсич |
| 10 января 2015 16:00 | Отчёт | Трэвис Питерсон 6          | Передачи | Милош Теодосич 5                     | ДС «Кристалл», Саратов Зрителей: 5500 Судьи: Милия Воинович Илья Путенко Милош Кольенсич |

| 10 января 2015 16:00 | Отчёт | Нимбурк                    | 76:70    | Нижний Новгород     | Спортивный комплекс Нимбурка, Нимбурк Зрителей: 1150 Судьи: Сергей Чебышев Марцин Ковальски Милан Брзяк |
| 10 января 2015 16:00 | Отчёт | 16:16, 19:14, 19:21, 22:19 |          |                     | Спортивный комплекс Нимбурка, Нимбурк Зрителей: 1150 Судьи: Сергей Чебышев Марцин Ковальски Милан Брзяк |
| 10 января 2015 16:00 | Отчёт | Майкл Диксон 35            | Очки     | Виктор Радд 30      | Спортивный комплекс Нимбурка, Нимбурк Зрителей: 1150 Судьи: Сергей Чебышев Марцин Ковальски Милан Брзяк |
| 10 января 2015 16:00 | Отчёт | Ховард Сент-Рос 10         | Подборы  | Рашид Махалбашич 11 | Спортивный комплекс Нимбурка, Нимбурк Зрителей: 1150 Судьи: Сергей Чебышев Марцин Ковальски Милан Брзяк |
| 10 января 2015 16:00 | Отчёт | Ховард Сент-Рос 5          | Передачи | Дмитрий Хвостов 6   | Спортивный комплекс Нимбурка, Нимбурк Зрителей: 1150 Судьи: Сергей Чебышев Марцин Ковальски Милан Брзяк |

| 10 января 2015 18:00 | Отчёт | УНИКС                              | 101:66   | Зенит              | «Баскет-холл», Казань Зрителей: 1200 Судьи: Олег Латышев Петри Мянтюля Алексей Давыдов |
| 10 января 2015 18:00 | Отчёт | 27:13, 28:20, 31:18, 15:15         |          |                    | «Баскет-холл», Казань Зрителей: 1200 Судьи: Олег Латышев Петри Мянтюля Алексей Давыдов |
| 10 января 2015 18:00 | Отчёт | Артем Параховский 20               | Очки     | Антон Пушков 15    | «Баскет-холл», Казань Зрителей: 1200 Судьи: Олег Латышев Петри Мянтюля Алексей Давыдов |
| 10 января 2015 18:00 | Отчёт | Антон Понкрашов 9                  | Подборы  | Антон Пушков 7     | «Баскет-холл», Казань Зрителей: 1200 Судьи: Олег Латышев Петри Мянтюля Алексей Давыдов |
| 10 января 2015 18:00 | Отчёт | Антон Понкрашов, Хоакин Колом по 6 | Передачи | Четыре игрока по 3 | «Баскет-холл», Казань Зрителей: 1200 Судьи: Олег Латышев Петри Мянтюля Алексей Давыдов |

| 10 января 2015 19:10 | Отчёт | Енисей                                  | 86:94    | Красный Октябрь   | Дворец спорта имени Ивана Ярыгина, Красноярск Зрителей: 920 Судьи: Семён Овинов Сергей Михайлов Александр Романов |
| 10 января 2015 19:10 | Отчёт | 22:11, 33:25, 16:31, 15:27              |          |                   | Дворец спорта имени Ивана Ярыгина, Красноярск Зрителей: 920 Судьи: Семён Овинов Сергей Михайлов Александр Романов |
| 10 января 2015 19:10 | Отчёт | Алексей Вздыхалкин, Денис Захаров по 17 | Очки     | Экене Ибекве 18   | Дворец спорта имени Ивана Ярыгина, Красноярск Зрителей: 920 Судьи: Семён Овинов Сергей Михайлов Александр Романов |
| 10 января 2015 19:10 | Отчёт | Ди Джей Кеннеди 9                       | Подборы  | Экене Ибекве 6    | Дворец спорта имени Ивана Ярыгина, Красноярск Зрителей: 920 Судьи: Семён Овинов Сергей Михайлов Александр Романов |
| 10 января 2015 19:10 | Отчёт | Делрой Джеймс 9                         | Передачи | Андрей Матеюнас 4 | Дворец спорта имени Ивана Ярыгина, Красноярск Зрителей: 920 Судьи: Семён Овинов Сергей Михайлов Александр Романов |

| 11 января 2015 18:30 | Отчёт | Байзонс                    | 89:73    | Вита               | Спортивный центр Лоймаа, Лоймаа Зрителей: 503 Судьи: Антон Махлин Арнис Озолс Сергей Беляков |
| 11 января 2015 18:30 | Отчёт | 24:25, 26:17, 17:16, 22:15 |          |                    | Спортивный центр Лоймаа, Лоймаа Зрителей: 503 Судьи: Антон Махлин Арнис Озолс Сергей Беляков |
| 11 января 2015 18:30 | Отчёт | Мартин Зено 26             | Очки     | Омар Томас 22      | Спортивный центр Лоймаа, Лоймаа Зрителей: 503 Судьи: Антон Махлин Арнис Озолс Сергей Беляков |
| 11 января 2015 18:30 | Отчёт | Ике Удано 12               | Подборы  | Омар Томас 13      | Спортивный центр Лоймаа, Лоймаа Зрителей: 503 Судьи: Антон Махлин Арнис Озолс Сергей Беляков |
| 11 января 2015 18:30 | Отчёт | Мартин Зено, Пол Хилл по 6 | Передачи | Давид Майсурадзе 4 | Спортивный центр Лоймаа, Лоймаа Зрителей: 503 Судьи: Антон Махлин Арнис Озолс Сергей Беляков |

| 11 января 2015 19:30 | Отчёт | ВЭФ                        | 84:89    | Локомотив-Кубань     | «Олимпийский Спортивный Центр», Рига Зрителей: 500 Судьи: Роберт Выклицки Александр Сырица Марек Малышевски |
| 11 января 2015 19:30 | Отчёт | 23:15, 19:28, 21:19, 21:27 |          |                      | «Олимпийский Спортивный Центр», Рига Зрителей: 500 Судьи: Роберт Выклицки Александр Сырица Марек Малышевски |
| 11 января 2015 19:30 | Отчёт | Франсиско Крус 23          | Очки     | Малькольм Дилэйни 20 | «Олимпийский Спортивный Центр», Рига Зрителей: 500 Судьи: Роберт Выклицки Александр Сырица Марек Малышевски |
| 11 января 2015 19:30 | Отчёт | Джош Харрельсон 8          | Подборы  | Виктор Клавер 5      | «Олимпийский Спортивный Центр», Рига Зрителей: 500 Судьи: Роберт Выклицки Александр Сырица Марек Малышевски |
| 11 января 2015 19:30 | Отчёт | Франсиско Крус 5           | Передачи | Малькольм Дилэйни 5  | «Олимпийский Спортивный Центр», Рига Зрителей: 500 Судьи: Роберт Выклицки Александр Сырица Марек Малышевски |

| 11 января 2015 20:00 | Отчёт | Астана                     | 74:108   | Химки              | Велотрек «Сарыарка», Астана Зрителей: 514 Судьи: Ааре Халико Сергей Чайковский Пётр Ивашков |
| 11 января 2015 20:00 | Отчёт | 16:27, 17:23, 26:22, 15:36 |          |                    | Велотрек «Сарыарка», Астана Зрителей: 514 Судьи: Ааре Халико Сергей Чайковский Пётр Ивашков |
| 11 января 2015 20:00 | Отчёт | Кеннет Хэйс 17             | Очки     | Алексей Швед 29    | Велотрек «Сарыарка», Астана Зрителей: 514 Судьи: Ааре Халико Сергей Чайковский Пётр Ивашков |
| 11 января 2015 20:00 | Отчёт | Антон Пономарев 9          | Подборы  | Тайлер Ханикатт 10 | Велотрек «Сарыарка», Астана Зрителей: 514 Судьи: Ааре Халико Сергей Чайковский Пётр Ивашков |
| 11 января 2015 20:00 | Отчёт | Джерри Джонсон 7           | Передачи | Тайриз Райс 12     | Велотрек «Сарыарка», Астана Зрителей: 514 Судьи: Ааре Халико Сергей Чайковский Пётр Ивашков |